# Szu–22
A Szu–17, a Szu–20 és a Szu–22 (NATO-kódja: Fitter) szuperszonikus, egyhajtóműves, változtatható nyilazású szárnyú harcászati vadászbombázó repülőgép-család, melyet a Szu–7 továbbfejlesztésével a OKB Szuhoj hozott létre a Szovjetunióban az 1970-es évek elejére, a szárazföldi csapatok harcának támogatására. A Szu–17 típusjelzést a Szovjetunióban hadrendbe állított gépekre használták, a Szu–20 és 22 a külföldre exportált gépek jelzése volt. A viszonylag erős fegyverzetű repülőgépet számos országba exportálták, több fegyveres konfliktusban is részt vett. A Magyar Néphadseregben és Honvédségben 1984-től 1997-ig egy századnyi repülőgép állt hadrendben.

## Szerkezeti felépítés és tervezési sajátosságok
A Szu–17 egyhajtóműves, hagyományos aerodinamikai elrendezésű, változtatható szárnynyilazású, középszárnyas repülőgép. A félszárnyak csak a külső kétharmadának nyilazási szöge változtatható. A fix részen és a törzs alatt helyezték el a fegyverfelfüggesztő pontokat. A félszárnyak mozgatható részén a belépőélen orrsegédszárnyat, a kilépőélen csűrőlapokat, belső részükön fékszárnyat helyeztek el. A fix szárnyrész kilépőélén kétrészes fékszárny van. A vízszintes vezérsíkok teljes egészében kitéríthetőek, és magassági kormányként szolgálnak, az egyetlen, nyilazott függőleges vezérsíkon helyezték el az oldalkormányt. A törzs hátsó részén, a szárny és a vízszintes vezérsíkok között négy törzsféklap van.
Az utánégetős gázturbinás sugárhajtóművet a henger alakú törzs hátsó részén, a Mach-kúppal változtatható keresztmetszetű levegőbeömlő nyílást a gép orrában helyezték el, az orr két oldalán két-két pompázsgátló redőnnyel. A levegő-beömlőnyílás felett helyezték el az elsődleges és a tartalék Pitot-csövet, az elsődleges Pitot-csövön pedig a kombinált csúszási- és állásszögadókat. Futóműve hagyományos, tricikli-rendszerű, az egykerekes főfutókat a szárnyfelekbe befelé, a szintén egykerekes orrfutót a törzsbe, hátrafelé húzzák be. A pilótakabin teteje a Szu–17-nél buborék formájú, a Szu–17M3-tól a megnövelt törzsgerincbe illeszkedik és felfelé nyílik.

## A program története

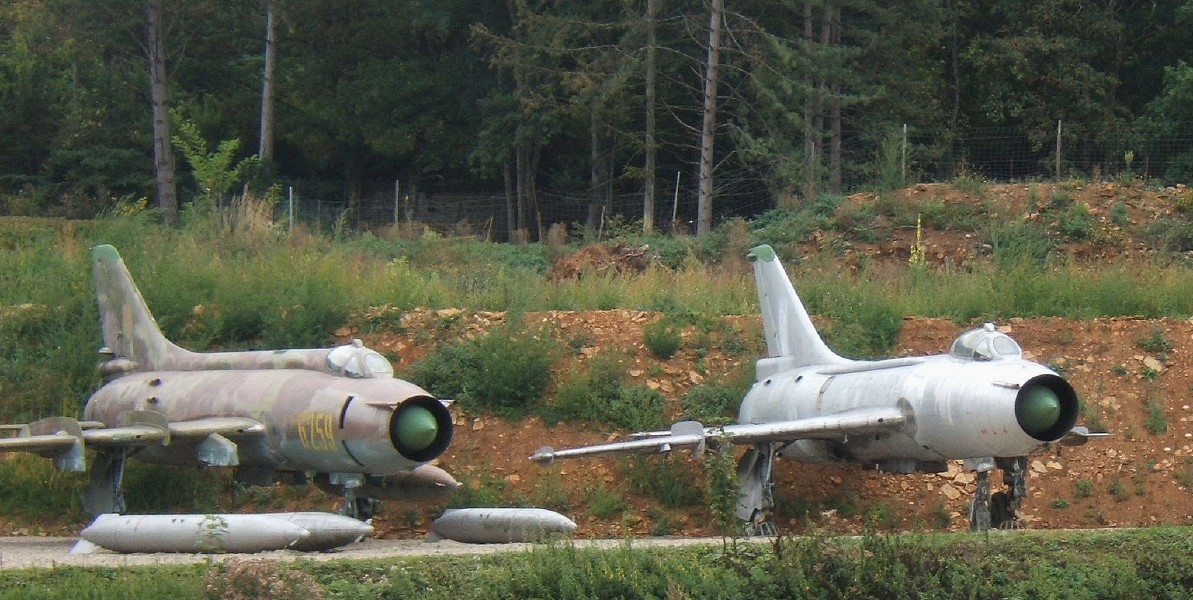
Lengyel Szu–20-as (balra) az elődtípus Szu–7-es mellett

Az 1960-as években a Szovjet Front Légierő fő csapásmérő típusa a Szu–7 volt, amely a feladatának csak komoly kompromisszumokkal tudott megfelelni. A repülőgép terhelhetősége és hatótávolsága kicsi, felszállási úthossza viszont nagy volt, ami miatt csak nagy méretű és jó állapotú futópályákról lehetett alkalmazni, ez viszont egy esetleges háborúban, mint azt az 1967-es „Fókusz” hadművelet is megmutatta, az ellenséges légierők elsődleges célpontja. A tervezett új harci repülőgépekkel elsősorban a nagy repülőterektől való kisebb függőséget várták el. A Mikojan–Gurjevics OKB egy teljesen új, helyből felszálló vadászrepülőgépen kezdett el dolgozni, amely később a MiG–23-as lett (ami végül nem lett helyből felszálló), az OKB Szuhoj egy kevésbé ambiciózus programot, a Szu–7 változtatható szárnynyilazású változatának kifejlesztését tűzte ki célul. Azzal, hogy csak a félszárnyak külső kétharmadának nyilazását tették változtathatóvá, sikerült elkerülni a törzs áttervezését, a mozgató mechanizmus ugyanis elfért a szárny belső részében is. A megtermelt felhajtóerő vándorlását is sikerült alacsony szinten tartani (amikor a szárny hátra van nyilazva, a felhajtóerő is hátrébb keletkezik, mint az előrenyilazott helyzetben, emiatt a gép hol orrnehézzé válik, azaz előre akar dőlni, hol faroknehézzé).

## Típusváltozatok

### Sz–22I (Szu–7IG, Fitter–B)
A változtatható nyilazású szárnyat egy sorozatgyártású Szu–7BM-re szerelték fel először, a törzshátsórész egy Szu–7BKL-ről származott, az így kapott Sz–22I (oroszul: изменяемая геометрия, izmenyajemaja geometrija, változtatható geometria) első felszállását 1966. augusztus 2-án, Vlagyimir Szergejevics Iljusin irányításával végezte. A gép, melyet bemutattak az 1967-es domogyedovói repülőnapon is, még az év végére sikeresen teljesítette a berepülési programját: fel- és leszállási tulajdonságai javultak (feleakkora futópálya is elég volt számára), hatótávolsága, dacára a bonyolult szárnymechanika által elfoglalt tüzelőanyag-tartályoknak, még nőtt is valamelyest.

### A Szovjet Légierőben használt változatai

#### Szu–17 (Fitter–C)

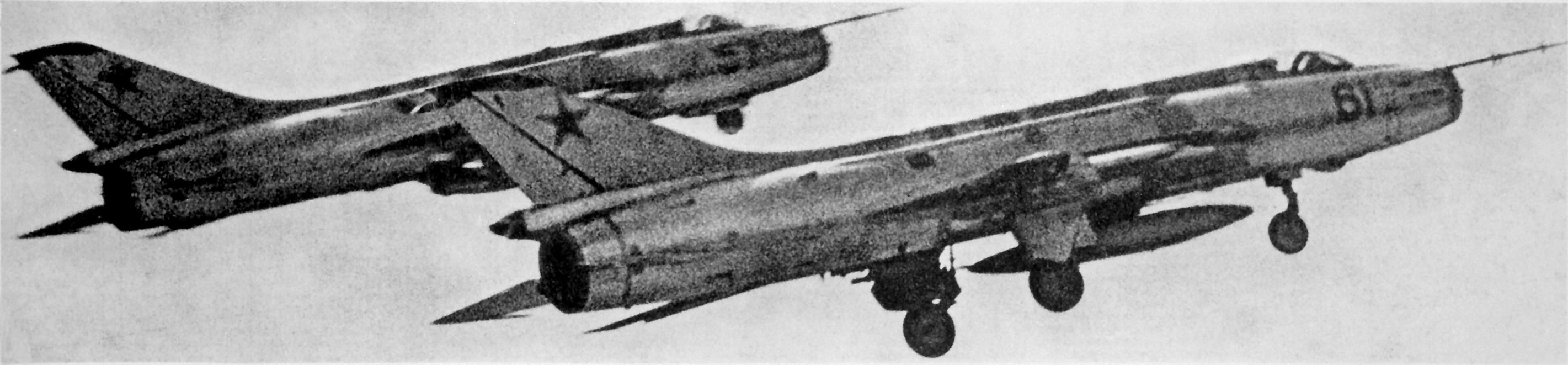
Szovjet Szu–17 géppár felszállás közben

1969 folyamán két előszéria-repülőgépet építettek, számos apró módosítással. A törzs tetejére, a Szu–7U-hoz hasonlóan, kis méretű gerinc került. A pilótakabin teteje hátrafelé nyílt (a korábbi változatokon hátracsúszott). A szárnynyilazást váltó mechanizmus hidraulikáját megduplázták. Eredetileg csak két állása volt a külső szárnyaknak: 30° fel- és leszálláshoz, valamint 63° repüléshez, később ezt kiegészítették egy közbenső, 45 fokos állással. A hátsó véghelyzetből 19 másodperc alatt lehetett a legkisebb nyilazási szögre váltani, visszafelé ez 16 másodpercet vett igénybe. A fix szárnyrészek legkülső részén egy áramlásterelő lapot helyeztek el, később a közepére is került egy.
A törzs alatt oldalanként egy-egy, félszárnyak alatt két-két fegyverfelfüggesztő pontot alakítottak ki, egyet a mozgó szárnyrész csatlakozásánál, az áramlásterelő lap alatt, egyet beljebb, körülbelül félúton a törzs felé. Az avionikát jelentősen korszerűsítették, beépítettek új rádiókat, SZPO–3 Szirena–10 besugárzásjelzőt, RV–5 rádió-magasságmérőt és SZAU–22, később a SZAU–22–1 robotpilótát, mely a fel- és leszállást egyszerűsítette, valamint lehetővé tette a hajító bombázást. A Mach-kúpba épített rádiólokátort a Gyelta–NM adatátviteli berendezésre cserélték, mely a rádió-távirányítású H–23 rakétával tarthatta a kapcsolatot.
A fegyverzet a két darab beépített NR–30 gépágyún és a H–23 rakétákon kívül szabadesésű bombákból, az egyesével függeszthető SZ–24 és a 16 és 32 csöves tárakban függeszthető SZ–5 nem irányított rakétákból, valamint az új SZPPU–22–01 gépágyúkonténerből állt, melynek érdekessége, hogy a bele épített GS–23 gépágyú csövét lefelé is lehetett irányítani, valamint a konténer hátra nézve is függeszthető volt, így – célzás nélkül – hátrafelé is tüzelhetett. Lehetőség volt az MBDZ–U6–68 hatzáras tartók függesztésére, így, ha a terhelhetőségen belül volt, csomópontonként a repülőgép akár hat bombát is szállíthatott. A gépre függeszthető maximális mennyiség a 100 kilogrammos FAB–100-as bombákból 20, a FAB–250-es bombákból 10 darab volt. A 3400 literes belső tüzelőanyag-kapacitást a Szu–7-es régi 1150 literes tüzelőanyag-póttartályaival, valamint az újonnan tervezett 820 literes tartályokkal lehetett kiegészíteni, előbbieket csak a szárny alatti külső csomópontokra, utóbbiakat a törzs és a szárnyak alatti külsőkre lehetett függeszteni.
A Szu–17-ből 1971 és 1973 között 224 darabot gyártottak, csak Egyiptom számára exportálták kis számban, Szu–17K néven.

#### Szu–17M Fitter–C

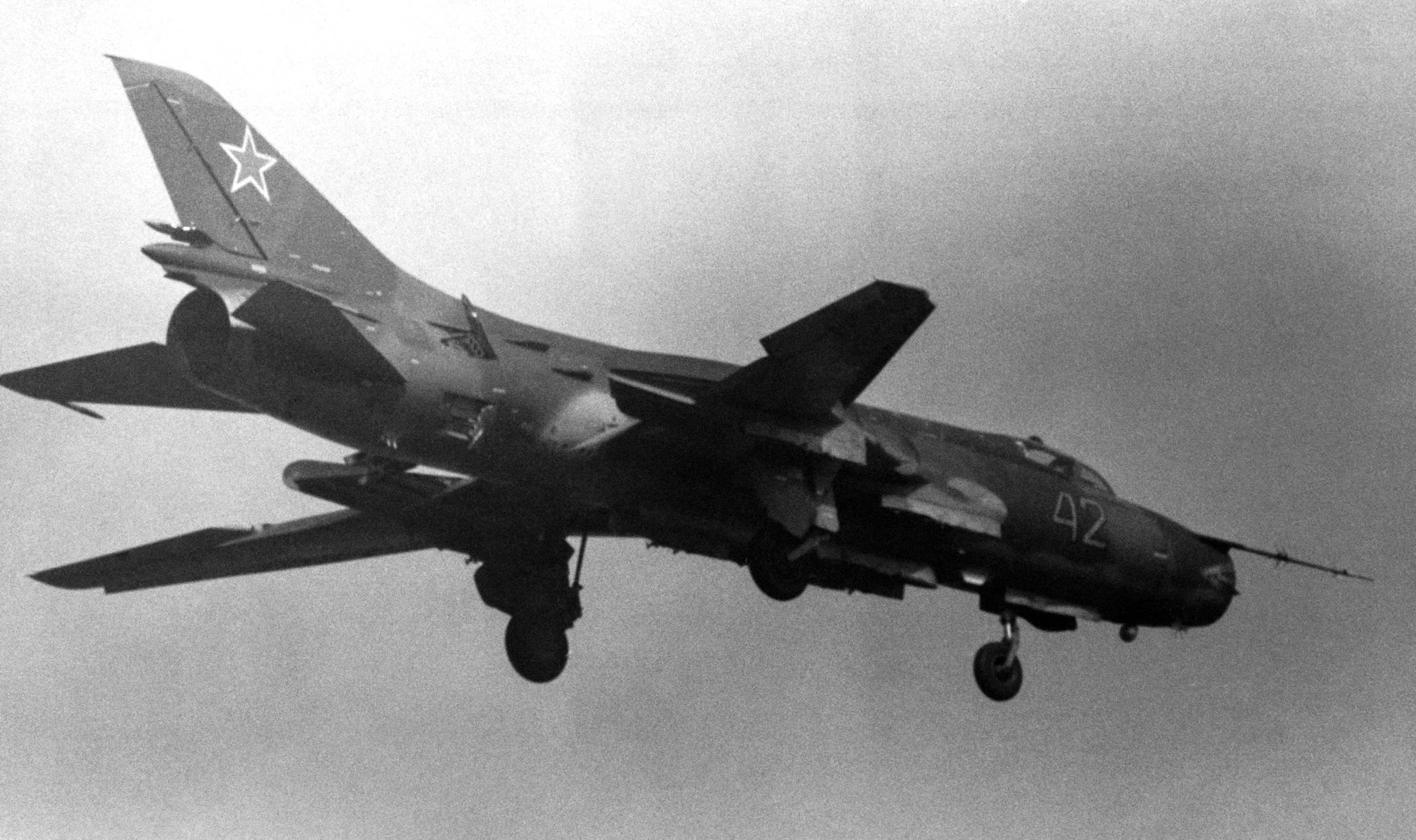
Szu–17M leszállás közben, nyitott törzsféklapokkal

A Szu–17 megörökölte az eredeti Szu–7-es nagyon kis hatótávolságát, amelyet elsősorban az 1950-es évek technológiai színvonalát képviselő AL–7F hajtómű okozott. A vietnámi háborúban számos amerikai F–4 Phantom II vadászgépet lőttek le, ezek J79 hajtóműveinek felhasználásával tervezte Arhip Mihajlovics Ljulka az új AL–21F hajtóművet, melynek tolóereje 76,5 kN (110 kN utánégetővel) lett, tüzelőanyag-fogyasztása pedig lényegesen alacsonyabb volt az elődjénél. A hajtómű kisebb átmérője miatt a törzshátsórészt áttervezték, a tüzelőanyag-kapacitás – a több belső hely miatt – 4430 literre nőtt.
A gép orrán megjelent a második Pitot-cső, a radarbesugárzás-jelző antennáját a függőleges vezérsík tetejéről a tövébe, az áramvonalasabb formájúra áttervezett fékernyőkonténer fölé helyezték. A hidraulika rendszert teljesen áttervezték, háromszorozott helyett csak kétszerezettre. A fegyverzetet kiegészítették az R–13 légiharc-rakétával.
Az új hajtóművel felszerelt Szu–17M tervezése 1970-ben kezdődött meg, első felszállására, Jevgenyij Szolovjov irányításával, 1971 decemberében került sor. Az 1972-től 1976-ig tartó gyártás során 253 gépet építettek.

#### Szu–17M2 Fitter–D

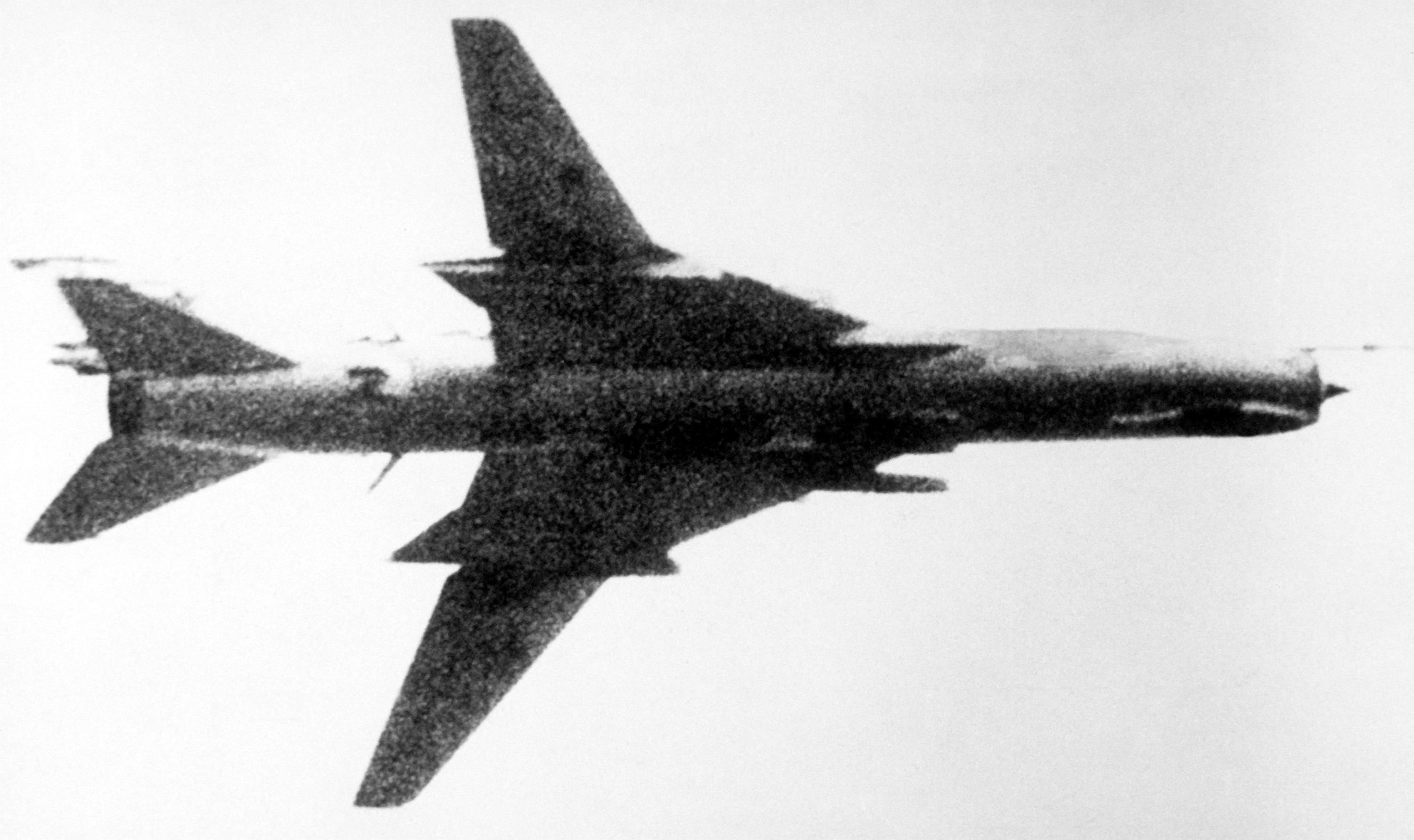
Szu–17M2 leszállás közben. A gép orra alatt látszik a Doppler-radar dudorja.

A Szovjet Front Légierő elsődleges csapásmérő típusának tervezett MiG–23B (később MiG–27) fejlesztése jelentős késésben volt, viszont a számára létrehozott avionika és fegyverrendszerek időre elkészültek, emiatt ezeket a Szu–17 következő változatába, a Szu–17M2-be építették be. Az orr-részt 20 centiméterrel megnyújtották, ebbe került a KN–23 navigációs rendszer, mely egy analóg számítógépből, egy doppler-radarból, melynek antennáját az orr-rész alá építették be, tehetetlenségi navigációs rendszerből és új robotpilótából állt, melybe három fordulópont és négy célrepülőtér adatai voltak betáplálhatóak, a megadott útvonalat pedig automatikusan tudta lerepülni. A tüzelőanyag-kapacitás 4590, majd 4705 literre nőtt. Az orrkúpba a Gyelta–NM adatátviteli berendezés helyett, melyet a gép külön konténerben hordozhatott, a Fon–1400 lézertávmérőt építették be.
A függeszthető fegyverzet számos lézerirányítású levegő-föld rakétával bővült: a H–23 mellett a H–25L, H–29L és SZ–25L is megjelent a fegyverzetben, ezeket a Prozsektor–1 célmegjelölő konténerrel lehetett célra vezetni. A légiharc-fegyverzet a korszerűbb R–60 légiharc-rakétával bővült ki.
1974 és 1979 között 268 Szu–17M2 készült. Ezek közül néhányat alkalmassá tettek a számos változatban készült KKR–1 és KKR–2 felderítő konténer hordozására, ezek típusjele Szu–17M2R lett. A konténert a törzs középvonala alatt számára kialakított csomópontra lehetett rögzíteni. A pilótakabint kiegészítették a rendszer kezelőszerveivel.

#### Szu–17UM Fitter–G

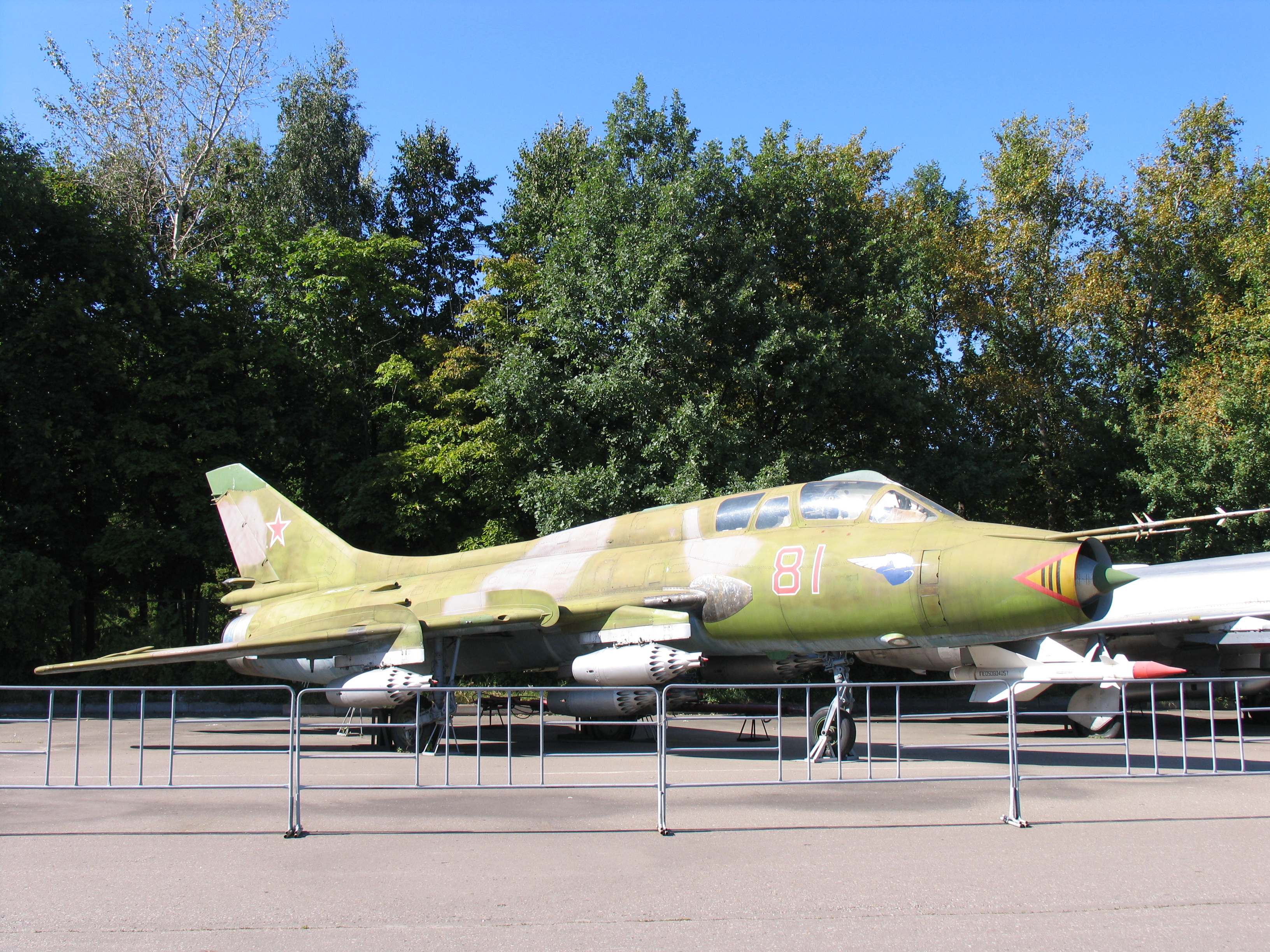
Szovjet Szu–17UM

A Szu–17-esek típusátképzését eredetileg a Szu–7U-val végezték, de ennek repülési tulajdonságai pont a leglényegesebb pontokon (fel- és leszállás, fegyverzet) tértek el a Szu–17-esekétől. Az új kétüléses repülőgép, a Szu–17UM (eredeti nevén Szu–19U), kétüléses kabinjában elöl a növendék, hátul az oktató ült az új K–36DM katapultülésekben. A megnövekedett pilótakabin mögött megnőtt a törzsgerinc mérete, az iránystabilitás megőrzése miatt új, magasabb függőleges vezérsíkot, valamint a törzs alá két pótvezérsíkot szereltek. Az orr dőlésszöge meredekebb lett, javítva az előre-lefelé történő kilátást, a doppler-radart besüllyesztették a törzsbe.
A Szu–17UM 1975 szeptemberében repült először, az 1976-tól 1981-ig tartó sorozatgyártás során 75 darab épült.

#### Szu–17M3 (Szu–19) Fitter–H

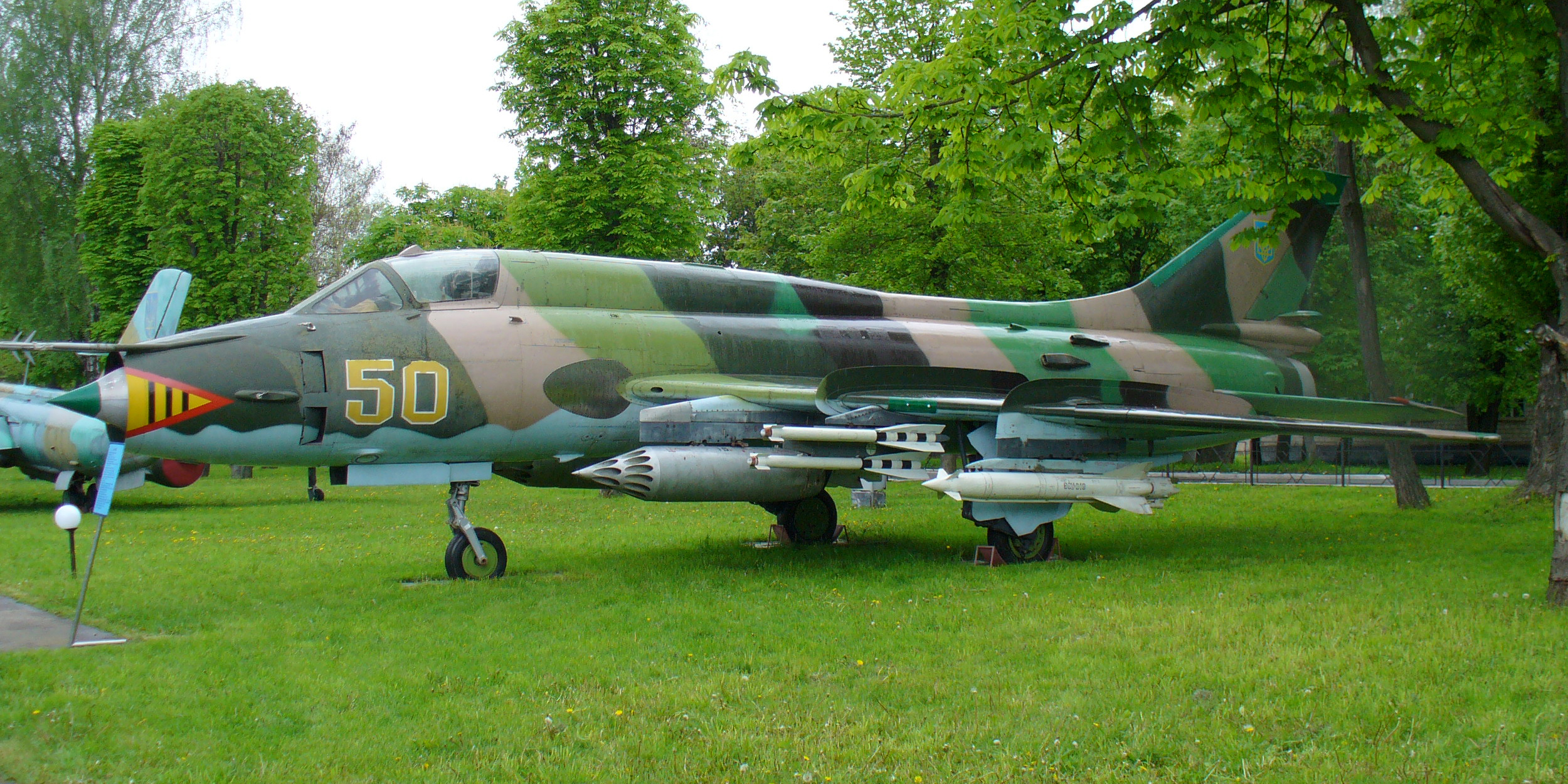
Ukrán Szu–17M3, a szárnyai alatt belül SZ–8 nem irányított rakétákat tartalmazó blokkal, két gyakorló R–60 légiharc-rakétával és egy H–23 földi célok elleni irányított rakétával

A Szu–17UM-mel együtt fejlesztett változat, melynek törzsgerince megegyezik a kétüléses gyakorlóváltozatéval, de az oktató kabinja helyett újabb tüzelőanyag-tartályt építettek be, a tüzelőanyag-készletet ezzel 4880 literre növelve. A navigációs-támadó rendszer a korszerűbb K–23–1 lett, új célzókészülékkel, robotpilótával, saját-idegen azonosítóval és rádiónavigációs berendezéssel. A lézertávmérő helyett az orrba a Kljon–PSZ lézeres célmegjelölő berendezést építették, melynek látómezeje oldalra 12–12°, felfelé 6°, lefelé 30° volt. A berendezéshez, ellentétben a nyugaton használt típusokkal, nem tartozott sem képernyő, sem kis botkormány, amivel az optikát irányítani lehetett. A repülőgép irányzásával célzókészülék fix markerjelét a célra kellett vinni, elvégezni a befogást, ezután a berendezés automatikusan követte a célt. A beépített besugárzásjelzőt a korszerű SZPO–15 Berjoza–L típusra cserélték.
A törzs hátsó részének tetejére két KDSZ–23 infracsapda-szóró berendezést szereltek. Négy új fegyverfelfüggesztő csomópontot kapott a repülőgép: két kisebb teherbírású csomópont a törzs hátsó részére került, két másik pedig a szárnyakra, a meglévők közé, ez utóbbiakra kizárólag az R–60 kis hatótávolságú légiharc-rakétát függeszthették.
A gépek egy részét Szu–17M3R, néven, felderítésre optimalizálták, ezek a gépek a törzs alatt a KKR felderítő konténereket hordozhatták. A Szu–17M3P változat a Vjuga–17 rádióelektronikai konténerrel légvédelem elleni feladatokat látott el, fegyverzetét kibővítették a H–28 és H–58 lokátorromboló rakétákkal.
A változat 1976. június 30-án repült először, 1981-ig 488 darab épült belőle.

#### Szu–17UM3 Fitter–G
A Szu–17UM korszerűbb változata, melybe beépítették a Szu–17M3 korszerűbb avionikáját. 1978-ban repült először, összesen 165 darab készült belőle. Később az eredetileg Szu–17UM-nek készült gépek nagy részét is átépítették erre a változatra.

#### Szu–17M4 Fitter–K

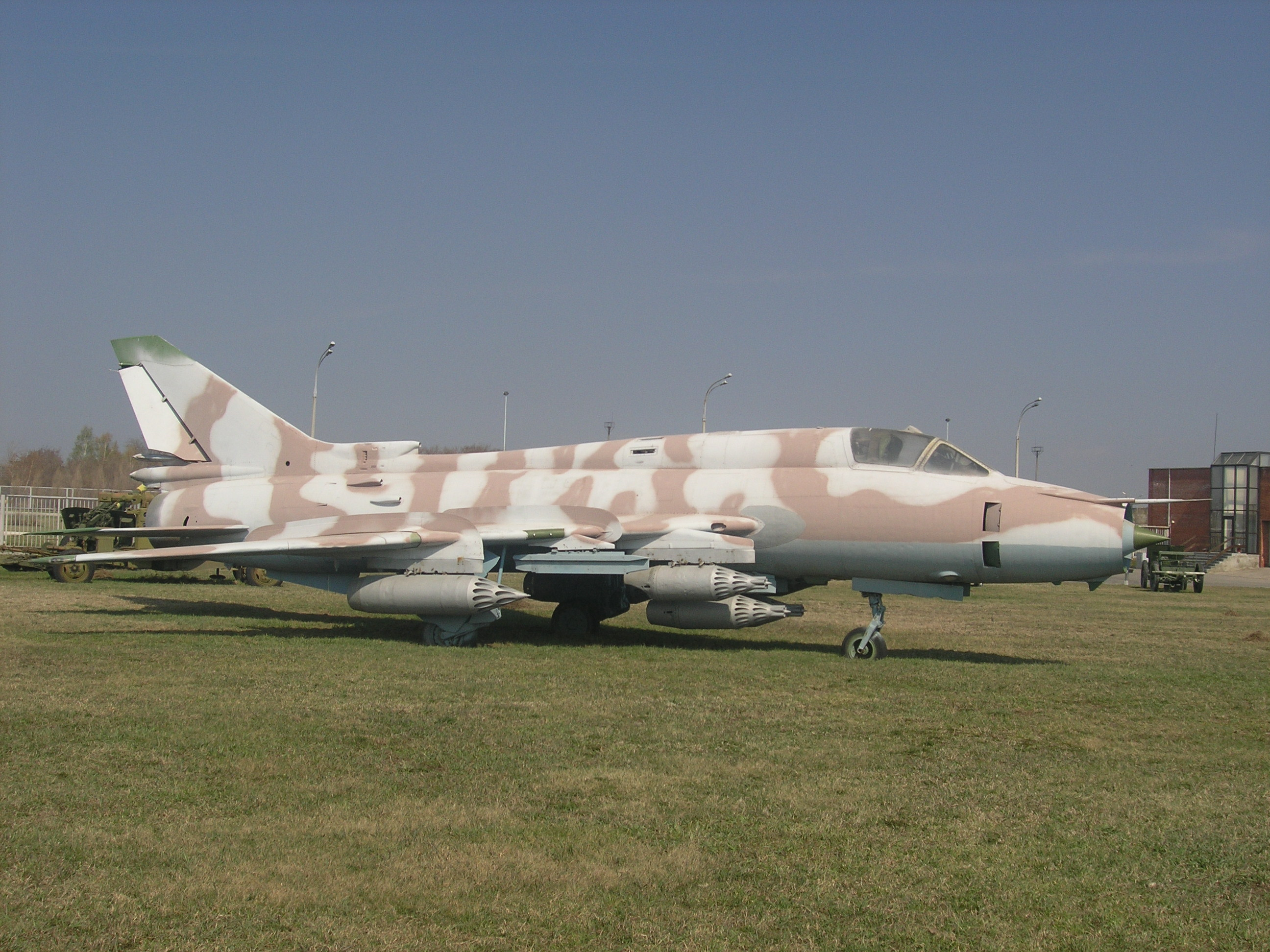
Szu–17M4 múzeumi példánya Togliattiban kiállítva

Az utolsó, sorozatban gyártott változat, melynek navigációs-támadó rendszere a digitális számítógépekre épülő PrNK–54, korszerűbb robotpilótával, új, Kljon–54 típusú lézeres célmegjelölő/lézertávmérő berendezéssel. Az eddig mozgatható orrkúp fix beépítésű lett, ami visszafogta a repülőgép teljesítményét a hangsebesség felett, 2,0 Machról 1,7-re csökkentve a maximális sebességet. A függőleges vezérsík tövében egy új, kis levegőbeömlő-nyílást alakítottak ki. A gépbe a K–36DM katapultüléseket építették.
A Szu–17M3-hoz hasonlóan gépek egy részét, Szu–17M4R néven, felderítő feladatkörre, egy másik részét, Szu–17M4P néven, légvédelem elleni feladatra optimalizálták.
A változat első felszállását 1980. június 19-én teljesítette, 1984-ben állt hadrendbe és 1990-ig 231 gépet építettek belőle.

### Exportváltozatai

#### Szu–20 Fitter–C

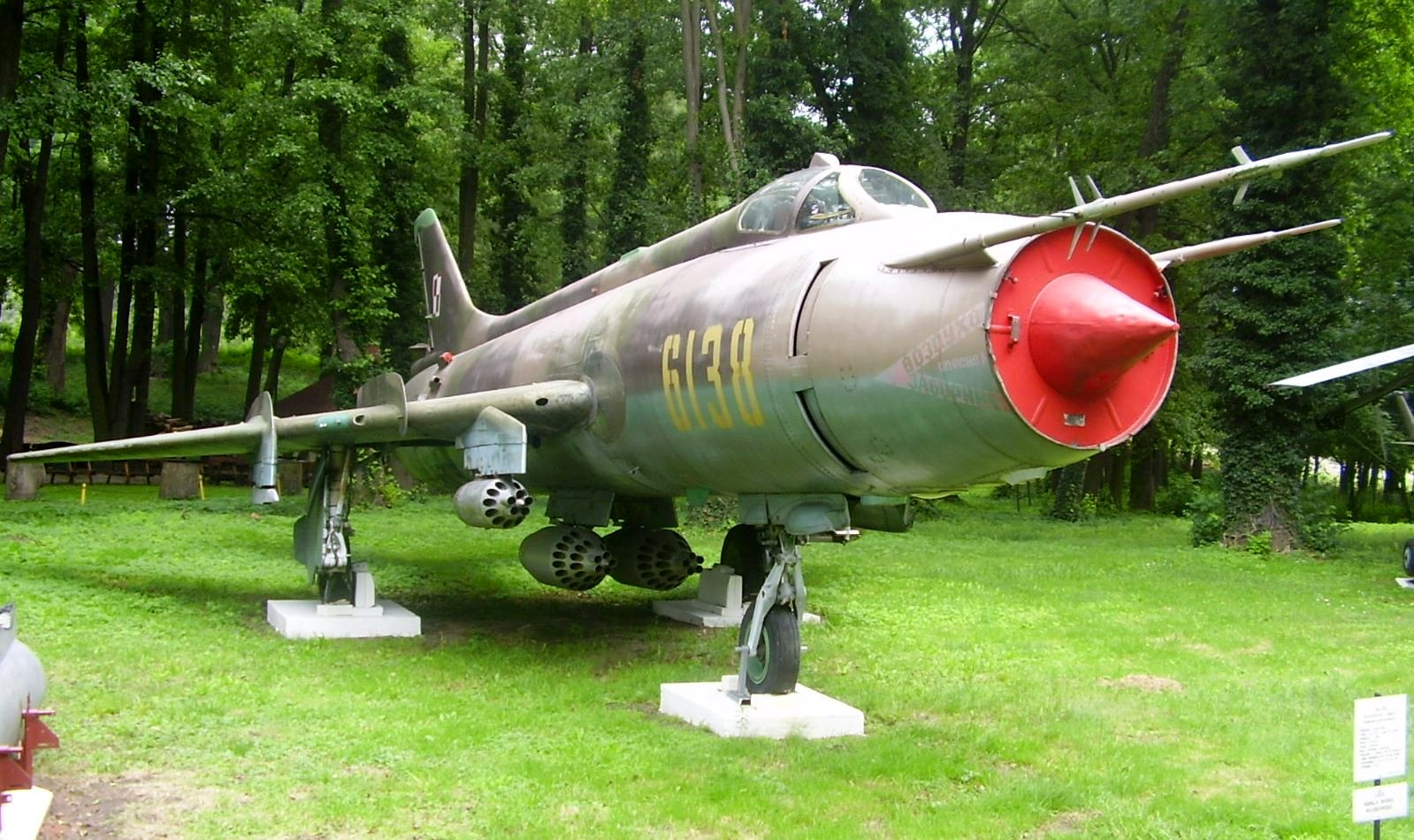
Lengyel Szu–20

A Szu–17M exportváltozata, 1973 és 1976 között gyártottak 136 gépet. KKR-felderítőkonténerekkel szerelt változata a Szu–20R volt.

#### Szu–22 Fitter–F
A Szu–17M2D exportváltozata, melyet az AL–21F hajtómű helyett, melyet a szovjetek nem akartak exportálni, a MiG–23 olcsóbb, de többet fogyasztó és nagyobb méretű Tumanszkij R–29BSZ–300 (78,4/112,3 kN) hajtóművével és az ennek megfelelően áttervezett, kevesebb tüzelőanyag tárolására alkalmas törzshátsórésszel gyártottak. A Szovjet Front Légierőnek nem volt szüksége a Szu–17M2D-re, de Szu–22 néven exportálták. 1976 és 1979 között 90 repülőgépet építettek, egy részüket Szu–22R néven, KKR-felderítőkonténerekkel szállítottak le.

#### Szu–22U Fitter–E
A Szu–17UM R–29BSZ–300 hajtóművel szerelt exportváltozata, 45 gép épült.

#### Szu–22M Fitter–J
A Szu–17M3 sárkánya, R–29BSZ–300 hajtóművel, és a Szu–17M2 fegyverrendszerével, Fon–1400 lézertávmérővel. 272 gépet építettek.

#### Szu–22M3 Fitter–J
A Szu–17M3 exportváltozata, R–29BSZ–300 hajtóművel. 59 gép épült, közülük néhány KKR-konténerrel felszerelt felderítő. 12 gép került a Magyar Néphadsereghez.

#### Szu–22UM3 Fitter–G
A Szu–17UM exportváltozata, R–29BSZ–300 hajtóművel, 9 gép épült, ebből három került a Magyar Néphadsereghez.

#### Szu–22UM3K Fitter–G
A Szu–17UM export exportváltozata, az export számára felszabadított AL–21F hajtóművel. 41 gép épült.

#### Szu–22M4 Fitter–K
A Szu–17M4 exportváltozata. 166 gép épült.

## Fegyverzet

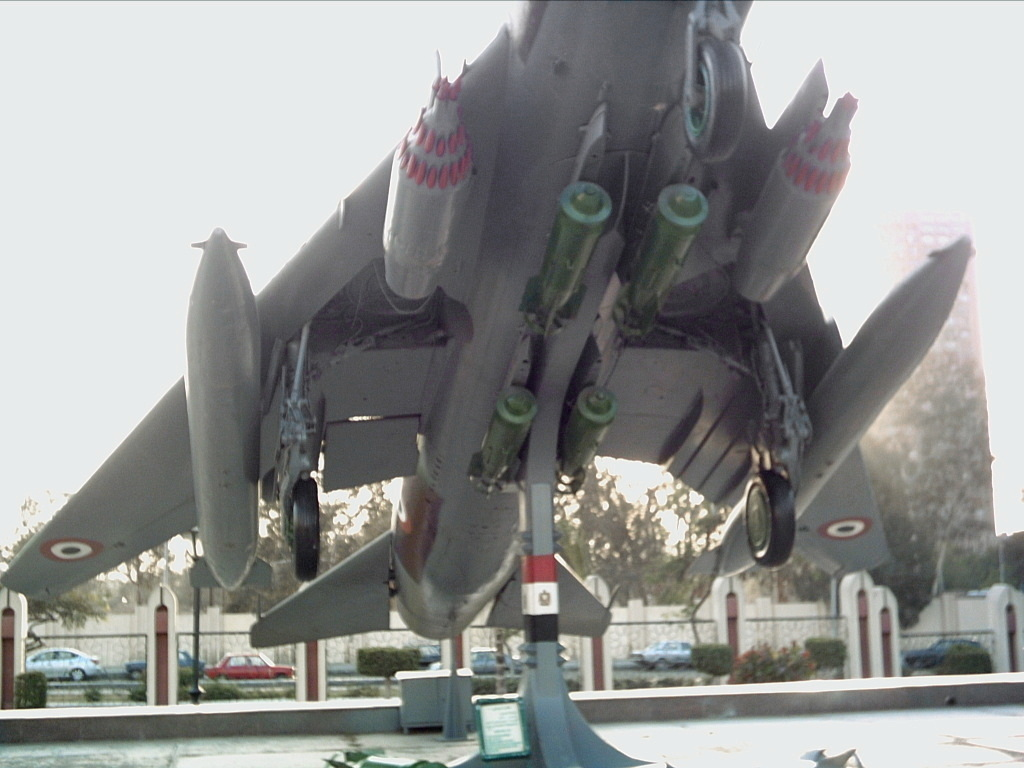
Kiállított egyiptomi Szu–20 fegyverzete: a szárnyak alatt tüzelőanyag-póttartályok és nem irányított rakéta-blokkok, a törzs alatt bombák.

A repülőgép félszárnyainak tövébe oldalanként egy-egy NR–30 típusú gépágyút építettek (a Szu–17UM-en a bal oldalit elhagyták). A gépeken a törzs alatt 2, a Szu–17M3-tól (az exportra kerülő gépeknél a Szu–22M3-tól) kezdve 4 fegyverfelfüggesztő csomópontot alakítottak ki. A félszárnyak alatt 2-2, a Szu–17M3-tól 3-3 csomópont van.

### Bombák
A gépre az MBDZ–U6–68 hatzáras bombatartó segítségével maximum 20 FAB–100, OFAB–100M, vagy 10 FAB–250–54 repeszbombát lehetett függeszteni, hordozható volt a FAB–500 repeszbomba, a ZB–500 és ZB–500S gyújtóbomba is. Nagyobb bombákhoz az 500 kg teherbírású BDZ–56FNM, BDZ–57M és MT bombafüggesztőket alkalmazták, ez utóbbiak lehetővé tették a szuperszonikus bombavetést is.
A gép maximum egy harcászati atombombát is hordozhatott, a törzs alatti bal mellső csomóponton. Ez lehetett 1 kilotonnás RN–28, 5 kT-s 244N, 10 kT-ás RN–24, illetve a régebbi fejlesztésű 8U49, 6U57, 8U63 bomba.
A Szu–17M4 fegyverzetébe integrálták a KAB–500L lézerirányítású és a KAB–500Kr televíziós irányítású légibombákat.
Irak vegyi töltetű légibombákat is kifejlesztett és alkalmazott a Szu–22-esekről, a 250 és 420 kilogrammos bombákat mustárgázzal és tabunnal töltötték meg.

### Földi célok elleni rakéták

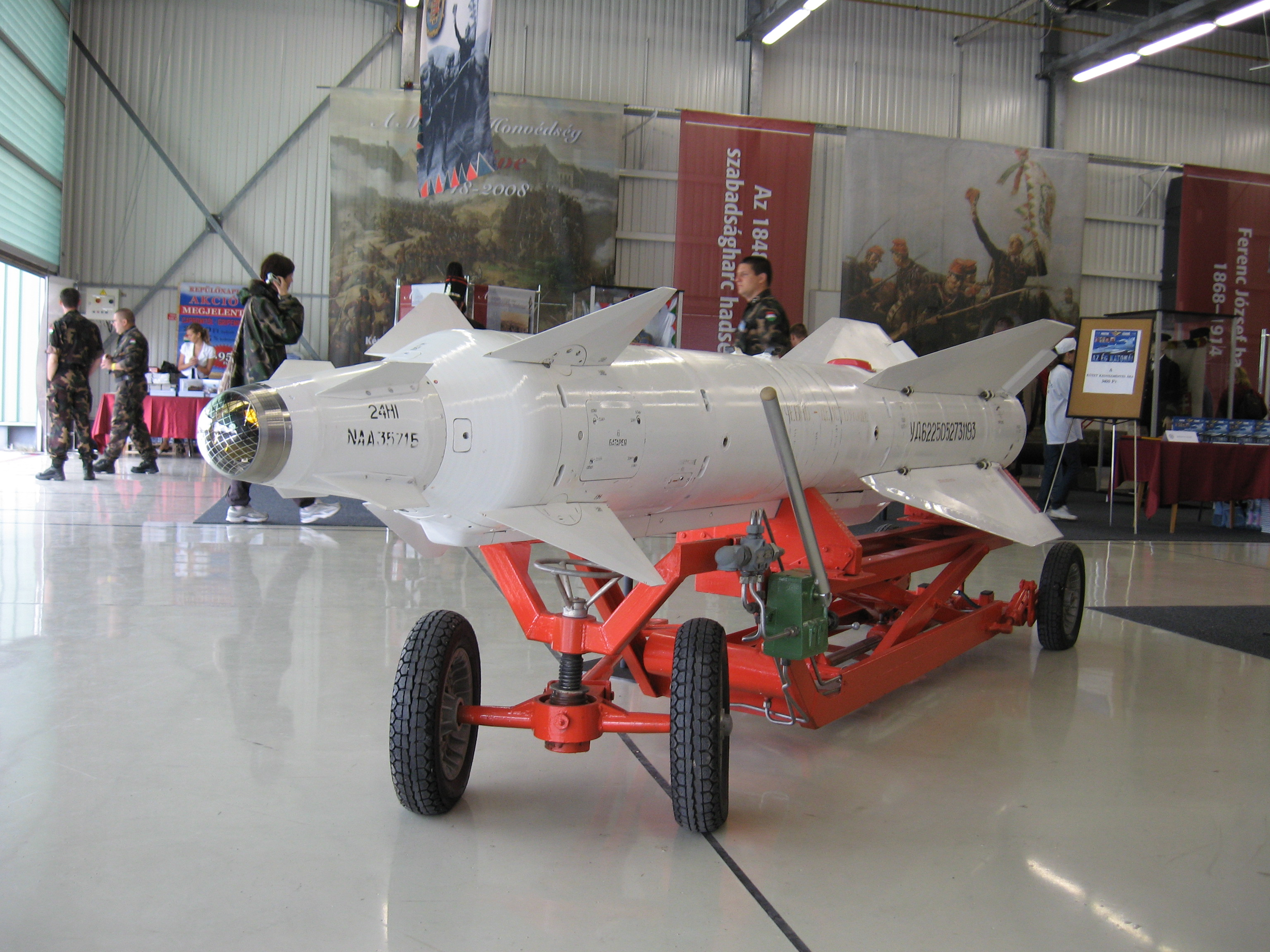
A H–29L gyakorló példánya

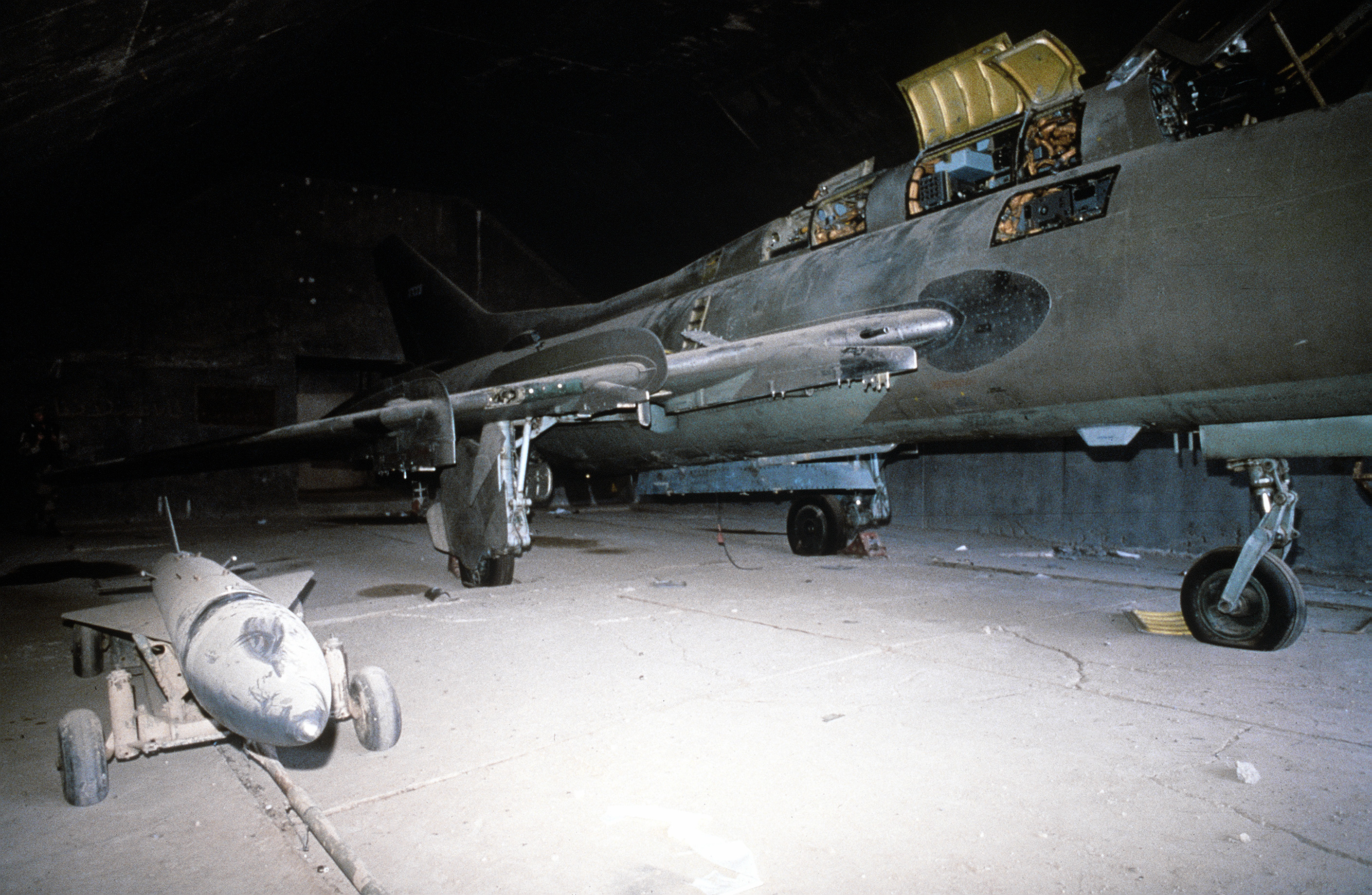
Bunkerben harcképtelenné vált iraki Szu–22-es, H–58 rakétával

A Szu–22 az 57 milliméteres SZ–5 (maximum 6 darab 16 vagy 32 rakétát tartalmazó konténerekben) és a 240 milliméteres SZ–24 (egy rakétás indítósínen), később a 80 milliméteres SZ–8 (a maximum 4 darab 20 rakétás B–8 blokkban) és a 340 milliméteres SZ–25 (egy-egy rakétát tartalmazó indítócsövekben, ezek űrmérete 250 mm volt) nem irányított rakétákat hordozhatta.
A repülőgépek első változatai a H–23 rádió-távirányítású földi célok elleni rakétát hordozhatták, a Szu–17M2-n jelentek meg a H–25L, és ML, H–29L, SZ–25L lézeres félaktív önirányítású rakéták, valamint az ezeket irányító Prozsektor–1 célmegjelölő konténer. A nagyobb H–29, H–58 rakétákból csak kettő volt hordozható a törzs alatt, a H–25-ösből négyet lehetett függeszteni.
A Szu–22M2-n jelent meg a H–28, az első szovjet lokátorromboló rakéta, melyből a törzs alatt hordozhatott egyet, a PU–28SZ indítósínen. A későbbi változatok a korszerűbb H–25MP és a H–27PSZ, a légvédelem elleni Szu–17M3P és Szu–17M4P változatok a nagyobb teljesítményű H–58E lokátorromboló rakétákat, valamint a Vjuga–17 konténert is hordozhatták.
A Magyar Honvédség gépein a H–23 (APU–68U indítósínre függesztve), H–25ML és MP rakéták álltak rendszerben. A H–29L-t a magyar gépeken is rendszerbe állították, azonban a hozzá tartozó AKU–58E indítósínt nem rendelték meg (később sem), így a rakétákat nem lehetett a gépekre függesztve alkalmazni.

### Egyéb függesztmények
A félszárnyak külső csomópontjai és a törzs alatti két mellső csomópont alá egy-egy 820 (PB–80) vagy 1150 (PB–1150) literes tüzelőanyag-póttartályt lehet függeszteni.
Önvédelem céljára a Szu–17M az R–13, a Szu–17M2-től az R–60 légiharc-rakétákat használhatta, a szárnyak alatti belső vagy az újabb, középső csomópontra függesztve.
A GS–23L gépágyú többféle változata, a hagyományos UPK–23–250 (250 lőszert befogadó), valamint a 30 fokban lefelé dönthető, SZPPU–22–01 (maximum kettő, a legkülső csomópontokra) gépágyúkonténer is függeszthető volt. A Szu–17M3 hordozhatta az SZPSZ–141 rádióelektronikai zavarókonténtert, a KKR–1 és –2 felderítő konténert, valamint a KMGU–1 és –2 aknaszóró konténert is.

## Rendszeresítő országok

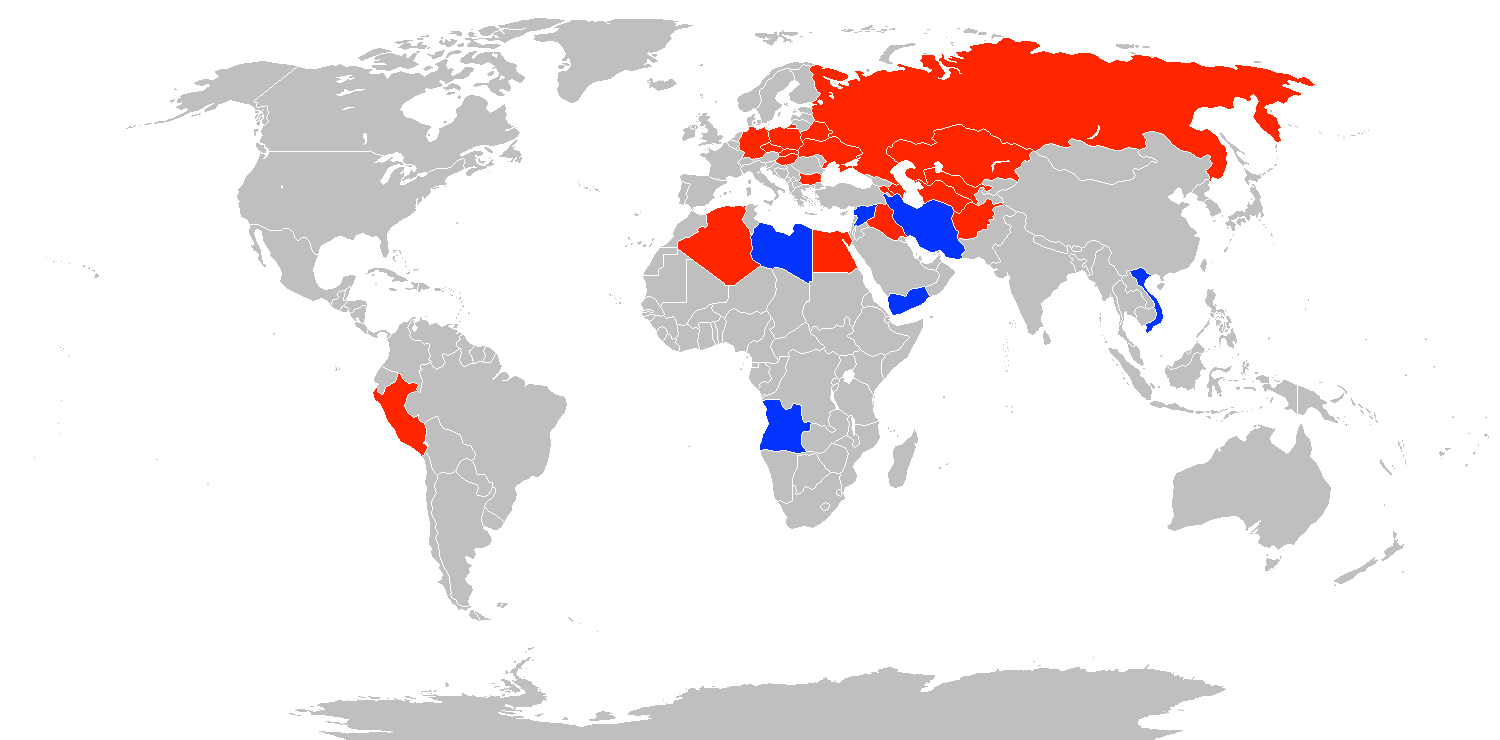
A Szu–22 rendszeresítői, kékkel jelölve, és a korábbi rendszeresítők, pirossal jelölve

### Szovjet Légierő
A Szovjet Légierő a típust fő rendszeresítőjeként mintegy 1704 repülőgépet állított hadrendbe, ebből a Haditengerészet mintegy 35-öt. A gépeket repülte többek között a
- Moszkvai Katonai Körzet
  - 846. OMSHAP (Kalinyingrád-Cskalovszk 44 gép)
  - 1046. kiképzőközpont (CBP i PLSz) (Satalovo, 14 gép)
  - 148. kiképzőközpont (CBP i PLSz) (Szavaszlejka)
  - 760. berepülő és kiképző vegyes repülőezred (Lipeck, 13 gép)
  - 55. berepülő és kiképző vegyes repülőezred (Voronyezs)
  - 237. CPAT (Bemutatóközpont, Kubinka)
  - 274. vadászbombázó ezred (Tver-Migalovo)
- Leningrádi katonai körzet
  - 5501. BRSZV (Osztrov)
  - 98. önálló felderítő repülőezred (Moncsegorszk)
  - 66. OMSHAP (Vescsevo, 45 Szu–17M2)
- Kaukázusi katonai körzet
  - 802. kiképző ezred (Krsznojarszk)
  - 963. csatarepülő kiképzőezred, (Taganrog)
  - 802. UAP (Krasznodar)
- Volga-Urál Katonai Körzet
  - Csebenki
  - 343. IIAP (Szennoj)
- Szibériai Katonai Körzet
  - 6. vadászbombázó ezred (Sztep)
  - 58. vadászbombázó ezred (Sztep)
  - 189. vadászbombázó gárda-ezred (Csindant)
  - 101. önálló felderítő repülőezred (Csindant)
  - 125. önálló felderítő gárda-repülőezred (Domna)
- Távol-Keleti katonai körzet
  - 293. önálló felderítő repülőezred (Vozsajevka)
  - 302. vadászbombázó ezred (Perejaszlavka)
  - 173. OMSHAP (Prisztany)
  - 26. GvOPIB (Komszomolszk, Szu–22M3)
  - 22. vadászbombázó gárda-ezred (Birofeld)
  - 66. vadászbombázó ezred (45 gép, Rutja, Észtország)
  - 66. vadászbombázó ezred (Kunda, Észtország)
  - 886. önálló felderítő repülőezred (Jēkabpils, Lettország)
  - 806. vadászbombázó ezred (Luck, Ukrajna)
  - Gvardejszkoje, Ukrajna (47 gép)
  - 4070. BRSZV (Ovrucs, Ukrajna, 146 gépet tárolnak itt)
  - BHU (Bihov, Belarusszia, 26 Szu–17)
  - 317. önálló felderítő repülőezred (Simkent, Kazahsztán)
  - 136. vadászbombázó ezred (Chirchiq, Üzbegisztán)
  - 217. vadászbombázó ezred (Kizil-Arvat, Türkmenisztán)
  - 115. vadászbombázó gárda-ezred (Kokajtij, Üzbegisztán)[11]

#### A Magyarországon állomásozó szovjet csapatok
A Szu–17-est a Vörös Hadsereg Déli Hadseregcsoportjának két Magyarországra települt ezrede is repülte. Az 1. Gárda Vadászbombázó Ezred Kunmadarason, 1976 nyarán kapta meg összesen 42 Szu–17M2 és Szu–17UM repülőgépét az addig használt Szu–7B és BM leváltására. A gépek eredetileg a típus korai példányaira jellemző natúr fémszínűek voltak, idővel megkapták zöld-barna terepszínű álcafestésüket. A gépekre fehérrel keretezett kék lajstromszámokat festettek. 1988-ban az ezred a „Gránit” hadgyakorlat alatt Taszárra települve a magyar Szu–22-esekkel hajtott végre feladatokat. 1989 nyarán az ezredet átfegyverezték MiG–27D típusra.
A szintén Kunmadarason állomásozó 328. Gárda Felderítő Repülőezred 1982-től cserélte le második századának MiG–21R repülőgépeit 12 Szu–17M4R és 3 Szu–17M3 repülőgépre (az 1. század 13 lényegesen erősebb Szu–24MR-t kapott). A gépeket 1991. április 14-én az Azerbajdzsáni Dalljarba vonták vissza, az ottani 827. felderítőezrednek átadva.

### A Varsói szerződés tagállamai

#### Bolgár Légierő
18 Szu–22M4-est és 3 Szu–22UM3-at vásárolt 1984-ben, majd még 6 Szu–22M4-et 1988-ban. A gépeket a Dobrics repülőterén települt 26. felderítő ezrednél állítottak hadrendbe, majd 1999-ben a repülőtér bezárásával áttelepítették őket Bezmerbe. A gépek nagy részét 2002-ben vonták ki a hadrendből, néhány gép felderítő feladatkörben 2004-ig repült, a megmaradt egyetlen gépet ekkor vonták ki a hadrendből.

#### Csehszlovák Légierő

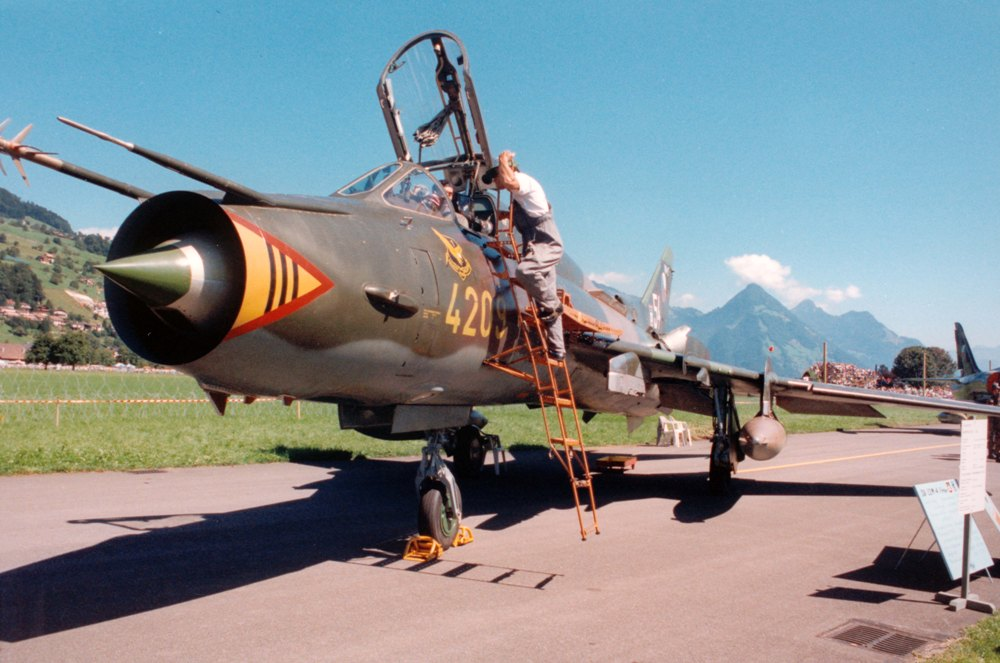
A 20. sblp egy Szu–22M4-ese 1994 szeptemberében. Az év végén az ezredet feloszlatták, a gépeket Náměšť nad Oslavouba vonták össze

A Csehszlovák Légierő első Szu–22M4-eseit 1984 márciusában kapta (6 Szu–22M4 és 2 Szu–22UM3), ezeket szétszerelve Il–76-os szállító-repülőgépeken szállították le, összeszerelésük után a pardubicei 47. „Atlanticky” pzlp-nél (felderítő ezredben) álltak hadrendbe, leváltva az ott repülő MiG–21R-eket. A gépek nem kapták meg az M4 változat összes berendezését, többek között a televíziós irányítású rakéták kezelőszervei hiányoztak, a törzs végébe a négy helyett pedig csak két ASZO–2V infracsapda-szóró berendezés volt beépítve.
A 20. „Biskajsky” sbolp (vadászbombázó ezred) Náměšť nad Oslavouban 1987 augusztusában kapta meg első 13 Szu–22M4-esét, két Szu–22UM3-mal, ezeket Hradec Královéban szerelték össze leszállításuk után, és az ezrednél addig repülő Szu–7BM-ek leváltását kezdték meg velük. 1988 májusában-júniusában a přerovi 6. sbolp kapott 6+2 gépet, MiG–21MF-eit leváltva, majd 1989 augusztusában a 20. sbolp újabb 16+2 gépet. Az utolsó 6 Szu–22M4-est 1990 januárjában szállították le, ezeket a 6. sbolp kapta. Csehszlovákia felbomlásakor (1993. január 1.) az akkor meglévő gépállományból a Cseh Légierő 31 együlésest és 5 kétülésest, a Szlovák Légierő 18 együléses és 3 kétüléses repülőgépet kapott.

##### Cseh Légierő
A Cseh Légierő a rendszerváltás és az ország kettészakadása után jelentős leépítésen ment keresztül, a Szu–22-eseket repülő egységeket is folyamatosan felszámolták. A 6. sblp-t 1991-ben, a 20. sblp-t 1993-ban, a 47. pzlp-t 1994-ben oszlatták fel, gépeiket a Náměšť nad Oslavouban 1994-ben felállított 32. harcászati vadászszázad vette át. Az üzemeltetés időtartama alatt összesen 3 gép veszett oda, mindegyik pilótahiba miatt.

##### Szlovák Légierő
A Csehszlovákiától megörökölt 21 gép (eredetileg a 47. pzlp gépei) Malackán, a 2. vadászbombázó ezred 1. századában (2e stihacie bombardovacie letecke kridlo, 1 stihacie bombardovacia letka) álltak hadrendbe, 11 gépet (10 Szu–22M4 és egy Szu–22UM3K) 1999-2000-ben eladtak Angolának, az akkorra megmaradt hat gép 2003. január 1-ig állt hadrendben. Kivonásuk után egy gépet kiállítottak a kassai repülőmúzeumban és legalább kettő látható a malackai légibázison kiállítva (egy, a 3316-os statikusan a bejáratnál, egy pedig, a 3311-es mobil).

#### Lengyel Légierő

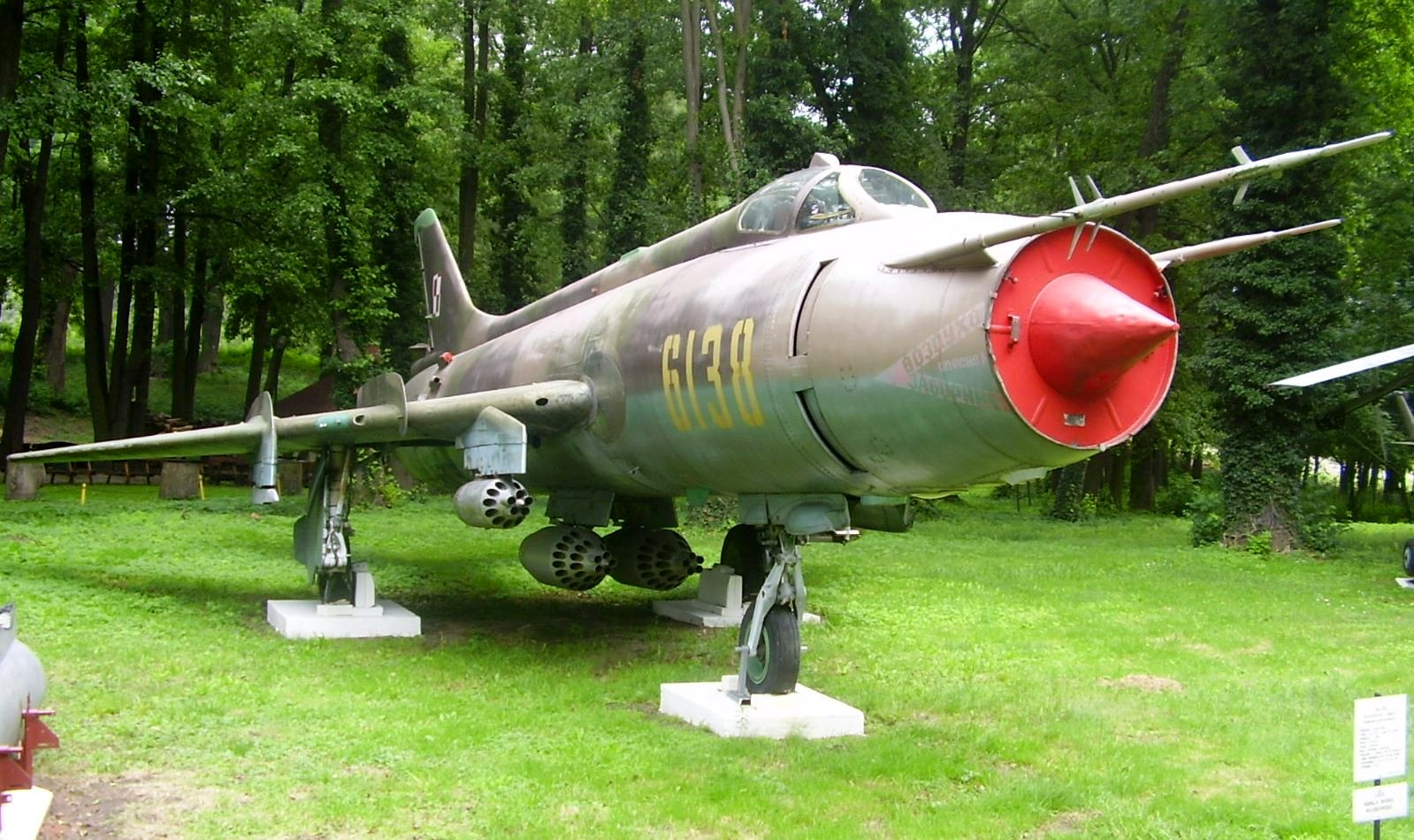
A Lengyel Légierő Szu–20-asa SZ–5 nem irányított rakétákat tartalmazó UB–16–57 és UB–32A blokkokkal

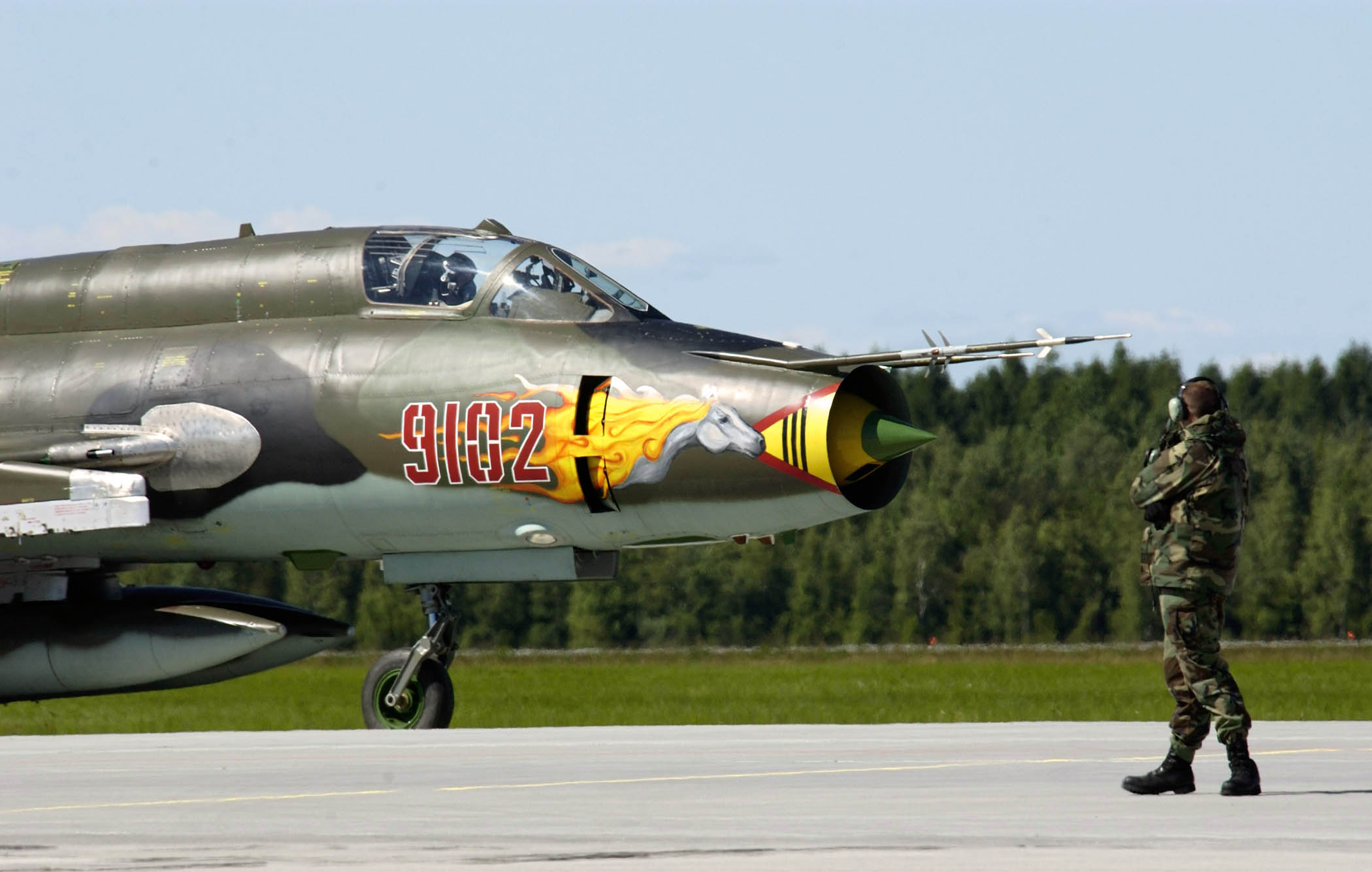
A 7. Eskadra Lotnictwa Taktycznego Szu–22-ese Poznańban. A századot 2007-ben feloszlatták, majd újra megalakították, immár F–16 Fighting Falconokkal

A Lengyel Légierő első Szu–20-asait 1974-ben kapta, a típus összesen 27 példánya állt hadrendbe Powidzban, a 7. bombázó-felderítő repülődandárnál, ahol az Il–28-asokat váltotta le. A típusra történő kiképzést a Szu–7U lengyel változatával (SBLim–2) végezték. A gépek feladata elsősorban atomcsapás mérése lett volna, Lengyelországot a szovjet politikai vezetés az Egyesült Királysághoz és Franciaországhoz hasonló atomhatalommá kívánta tenni. A lengyel gépekre rendszeresen függesztették az RN–24 atombomba gyakorló változatát. Az 1980-as rendkívüli állapot bevetése után az atomtölteteket visszaszállították a Szovjetunióba. A gépek egy része a KKR–1 felderítőkonténer hordozására alkalmassá tett Szu–20R volt, ezekkel főleg Dánia partjai mentén repültek felderítő bevetéseket, a harmadik világháborúban ugyanis a lengyel fegyveres erők feladta Dánia megszállása lett volna. A gépek 1997-ig álltak hadrendben.
1983. és 1988. között 90 Szu–22M4 és 21 Szu–22UM3K repülőgépet állítottak hadrendbe, ezek először a 7 PLB-R (felderítő-bombázó ezred), majd a 6 PLM-B (6. vadászbombázó-ezred) és a 40 PLM-B állományába kerültek. Az első 30 gép szintén alkalmassá volt téve atomcsapás mérésére, a későbbiek műszerfalán az atomfegyverek kezelőszervei helyett képernyő volt a televíziós irányítású H–29T rakéták számára. A gépek száma a 2000-es évekre 48 darabra csökkent: 3, 16 gépes század: a 7. és a 40. elt (harcászati vadászszázad, lengyelül: Eskadra Lotnictwa Taktycznego) Świdwinben, a 8. elt pedig Mirosławiecben üzemeltette a repülőgépeket. 2007-ben a 7. elt-t feloszlatták. A típus várhatóan 2014–15 körül, a gépek tervezett élettartama végén lesz kivonva a hadrendből, ezeket azonban a vásárolt F-35 váltja fel.

#### Keletnémet Légierő

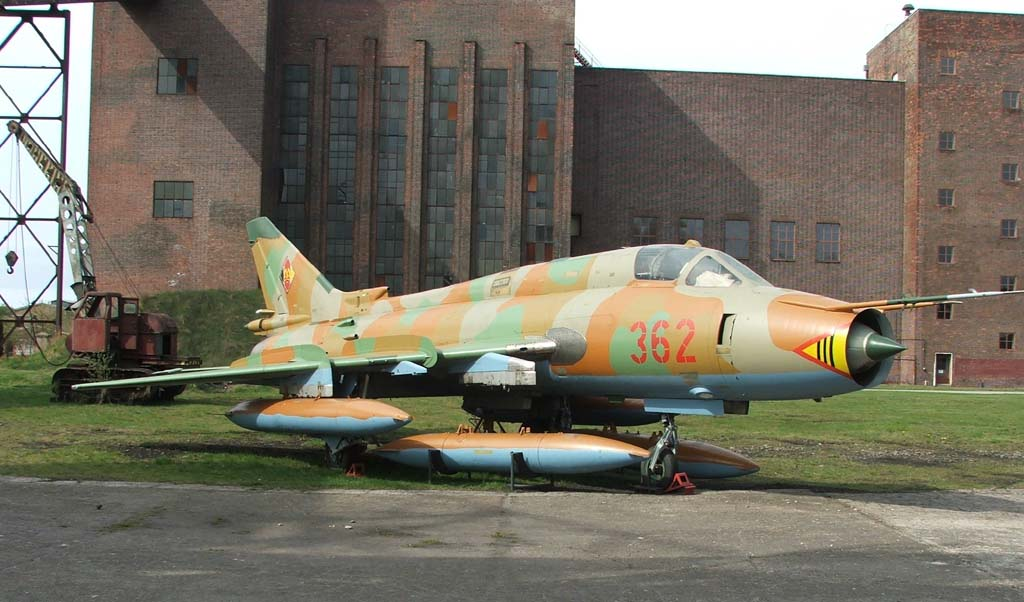
Keletnémet Szu–22M4 Peenemündében kiállítva

A Német Demokratikus Köztársaságban Szu–22 két ezredben állt hadrendben, mindkettő Laagében állomásozott. Az 1984-ben felállított JBG 77 („Gebhard Leberecht von Blücher“), két századnyi, összesen 24 Szu–22M4-gyel illetve összesen 4 Szu–22UM3K-val. Az MFG 28 („Paul Wieczorek”) haditengerészeti repülőezred 1985-ben állt fel, 1990-ben 23 Szu–22M4 és 4 Szu–22UM3K volt hadrendben. A tengerészeti a gépek erősebb fegyverzettel rendelkeztek, a H–29T televíziós irányítású rakétákat is rendszeresítették hozzájuk, valamint több infracsapdát is hordozhattak.
Az egyesítés után az új német légierőben kiértékelték a típust és úgy találták, hogy elavult vezérlőrendszere és gyenge elektronikája ellenére a jól eltalált hidraulika-szervó és botkormány összhang miatt 60 méteres magasságig könnyen és biztonságosan repülhető földközeli bevetéseken. Ennek ellenére a gépeket leállították, majd eladták Lengyelországnak, amely a típus egyik legnagyobb üzemeltetője.

#### Magyar Légierő

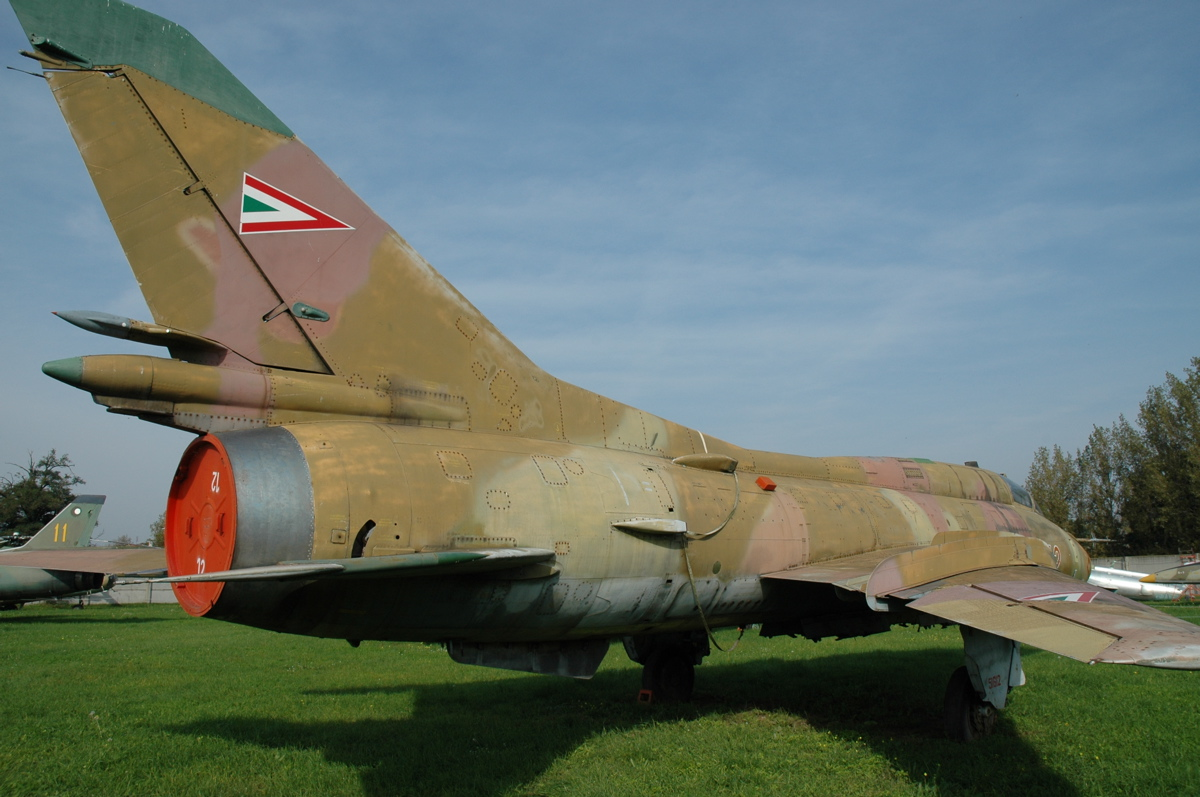
A Magyar Honvédség Szu–22M3-asa a Magyar Repüléstörténeti Múzeumban, Szolnokon

Magyarországon az 1980-as évek elején döntöttek a szárazföldi csapatok harcát támogató repülőgép beszerzéséről, amelyből végül 15 darabot rendszeresítettek. Az első Szu–22M3K gépek 1983-ban érkeztek Magyarországra, majd az összeszerelésük után, 1984-től repültek. A gépeket – amelyek közül 3 Szu–22UM3K kétüléses gyakorló-változat volt – a szárazföldi csapatok alárendeltségébe tartozó 101. Felderítő Század üzemeltette. Először az 1989-es kecskeméti repülőnapon került bemutatásra a magyar közönség előtt a típus, ugyanis az 1985-re tervezett díszszemle-repülést költségvetési problémák miatt törölték. Végül a Szu–22-eseket 1997-ben kivonták a hadrendből. A Magyarországon üzemeltetett gépek nem a típushoz általánosan használt Ljulka AL–21, hanem a Tumanszkij R–29BSZ–300 utánégetős gázturbinás sugárhajtóművel készültek, a Magyar Légierőben szintén kis darabszámban rendszeresített MiG-23MF vadászrepülőgépekkel való alkatrész-közösség biztosítása érdekében. Ez legfeljebb részben valósult meg, mert a Szuhoj hajtóműve nem volt csereszabatos a MiG–23MF R–29B–300 hajtóművével.
Magyar pilóták gyakorlati tapasztalatai szerint a Szu–22 manőverező légi harc imitálása során erős hajtóművének köszönhetően függőleges manőverek alkalmazásával általában felülkerekedett a MiG–21MF és bisz vadászrepülőgépeken, bár a hasonlóan erős turbinájú MiG–23MF-fel szemben alulmaradt. A magyar légierőben kivonásukig rendszeresen adtak nappali vadászrepülő készültséget R–60 rakétákkal felszerelt Szu–22M3 gépek, amelyek emellett saját eredeti feladatukat, a 30 mm-es gépágyúkkal és lézerirányítású fegyverekkel történő földi csapásmérést, illetve harctéri felderítést is gyakorolták.
A Magyar Légierő egyik legsúlyosabb katasztrófájában egy Szu–22 célrepülőgépbe légicél-elfogás gyakorlat során ütközött a 14-es oldalszámú kétüléses MiG–23UB gyakorlógép (aláfordult). A repülés egy olyan feladat begyakorlására irányult, – vizuális megközelítés és igazoltatás – amit a készültségi szolgálat részére egy okmány már nagyon régóta előírt, de a pilóták ezt konkrétan még nem gyakorolták. A célra a gépet a földről vezették rá, de 1–2 km-en belül, ahol már úgy a földi, mint a fedélzeti radarok holtzónájában voltak, már vizuálisan kellett a célt megközelíteni, tartva az előírt biztonságos szintkülönbséget. Itt a személyzet éjjellátó híján csak a saját szemére hagyatkozhatott. Vélhetően éppen ezért lettek kijelölve a feladatra a radar nélküli, ám kétszemélyes repülőgépek. A Szu–22-es pilótája katapultált, a MiG–23UB kétfős személyzete a Pápán való leszállást megkísérelve szolgálatteljesítés közben életét vesztette. A tragédia mindkét repülőalakulat későbbi megszüntetéséhez jelentős mértékben hozzájárult.

### Harmadik világbeli országok

#### Afgán Légierő
Az egykori Afgán Légierő mintegy 60 Szu–20M-t és Szu–22M3K-t állított hadrendbe Szu–7-esei leváltására, ezek közül néhány az afganisztáni polgárháború utolsó napjaiig bevethető maradt.

#### Algériai Légierő
Algéria 32 Szu–22M3-ast és Szu–22UM3K-t vásárolt Szu–7-esei leváltására, a gépeket napjainkra kivonták a hadrendből.

#### Angolai Légierő
Angolába az első 10-12 Szu–20-as 1982-ben érkezett meg, ezekből alakult meg a 15. vadászbombázó század. A gépeket intenzíven használták a polgárháborúban, emiatt számuk, részben a gyenge kiképzés miatt, gyorsan fogyott, 1985-re hat, 1988-ra további három gép veszett oda elsősorban balesetekben, 1989-re összesen kettő maradt belőlük. 1989-90-ben 14 Szu–22M4K és Szu–22UM3K érkezett az országba, melyeket a 26. repülőezredben (Mocamedes) állt hadrendbe, azonban a polgárháború folyamán rendszeresen áttelepültek a Lubago légibázisra. 1999-2000 folyamán Szlovákiától vásároltak további 10 Szu–22M4-est és egy Szu–22UM3-at.

#### Egyiptomi Légierő

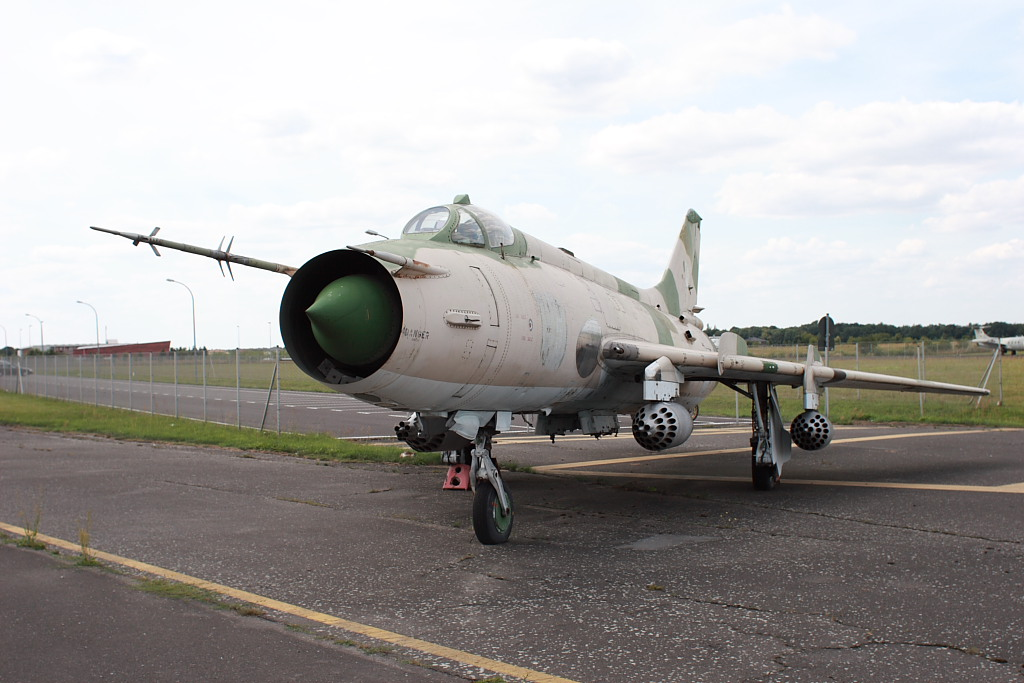
Az Egyiptomi Légierő egyik Szu–20-asa, melyet 1985-ben eladtak Nyugat-Németországnak, ahol a Luftwaffe Erprobungstelle 61 százada a gépeket tesztelte

Egyiptom 1972-ben legalább 8 Szu–20-ast (néhány forrás Szu–17K néven említi) rendszeresített, melyeket a jom kippuri háborúban be is vetettek. A Szovjetunióval történt szakítás után a gépeket az 1970-es évek végén kivonták a hadrendből. 1978-ban két Szu–20-ast eladtak az USA-nak, majd 1985-ben két gépet Nyugat-Németországnak, ahol az Erprobungstelle 61 a gépeket kiértékelte.

#### Iraki Légierő
Irak az 1970-es évek közepétől mintegy 160 darab Szu–20, Szu–20M, Szu–22M3 és M4 típusú repülőgépet szerzett be, a gép az irak–iráni háború második felére az Iraki Légierő fő csapásmérő típusa lett. A háborúban repülőgépek mintegy fele odaveszett, majd legalább két századnyi gépet bevetettek Kuvait megszállásánál is, ekkor csak egy gépet lőtt le egy kuvaiti MIM–23B I-Hawk üteg.
Az öbölháborúban 24 gép menekült át Iránba, de hármat 1991. február 7-én amerikai F–15C-k AIM–7 Sparrow légiharc-rakétákkal lelőttek. A háború után a gépek egy részéből kiszerelt korszerű elektronikát a MiG–23-asokba építették be, mert az amerikai légi fölény miatt a vadászgépek repülését fontosabbnak tartották a csapásmérőkénél. Ennek ellenére sikerült volt szovjet utódállamokból pótalkatrészeket beszerezniük, így még az „iraki szabadság” hadművelet előtt közvetlenül is voltak bevethető gépeik, melyekkel gyakoroltak. Ezeket közvetlenül a háború 2003. márciusi kitörése előtt szétszerelték és elásták.
A repülőgépekhez Irak rendszeresítette a H–23, H–25, H–28 és H–29 földi célok elleni rakétákat, utóbbi helyi gyártására is felkészültek. A gépeket használták az iraki rezsim által használt vegyi fegyverek célba juttatására is, 2200 literes tartályokból permetezték a mérgező harcanyagokat, később vegyi töltetű bombákat is kifejlesztettek. A vegyi fegyvereket a kurd lakosság mellett az iráni fegyveres erők ellen is bevetették.

#### Jemeni Légierő
A Szu–22-est a két részre szakadt Jemen északi (22 Szu–22 és Szu–22M4) és déli (25 Szu–22 és Szu–22M4) fele is üzembe állította. Az egyesített Jemeni Légierő napjainkban két század Szu–22M4-est üzemeltet Szanaa nemzetközi repülőteréről.

#### Líbiai Légierő
Líbia összesen 90 Szu–22-est és 40 Szu–22M3-at és Szu–22UM3K-t vásárolt, nagy részüket az 1970-es évek végén, melyek napjainkban is hadrendben állnak. A gépek érdekessége, hogy nagy részükbe a Magyar Légierő gépeiben is használt Tumanszkij R29-es hajtóművet építették.

#### Perui Légierő

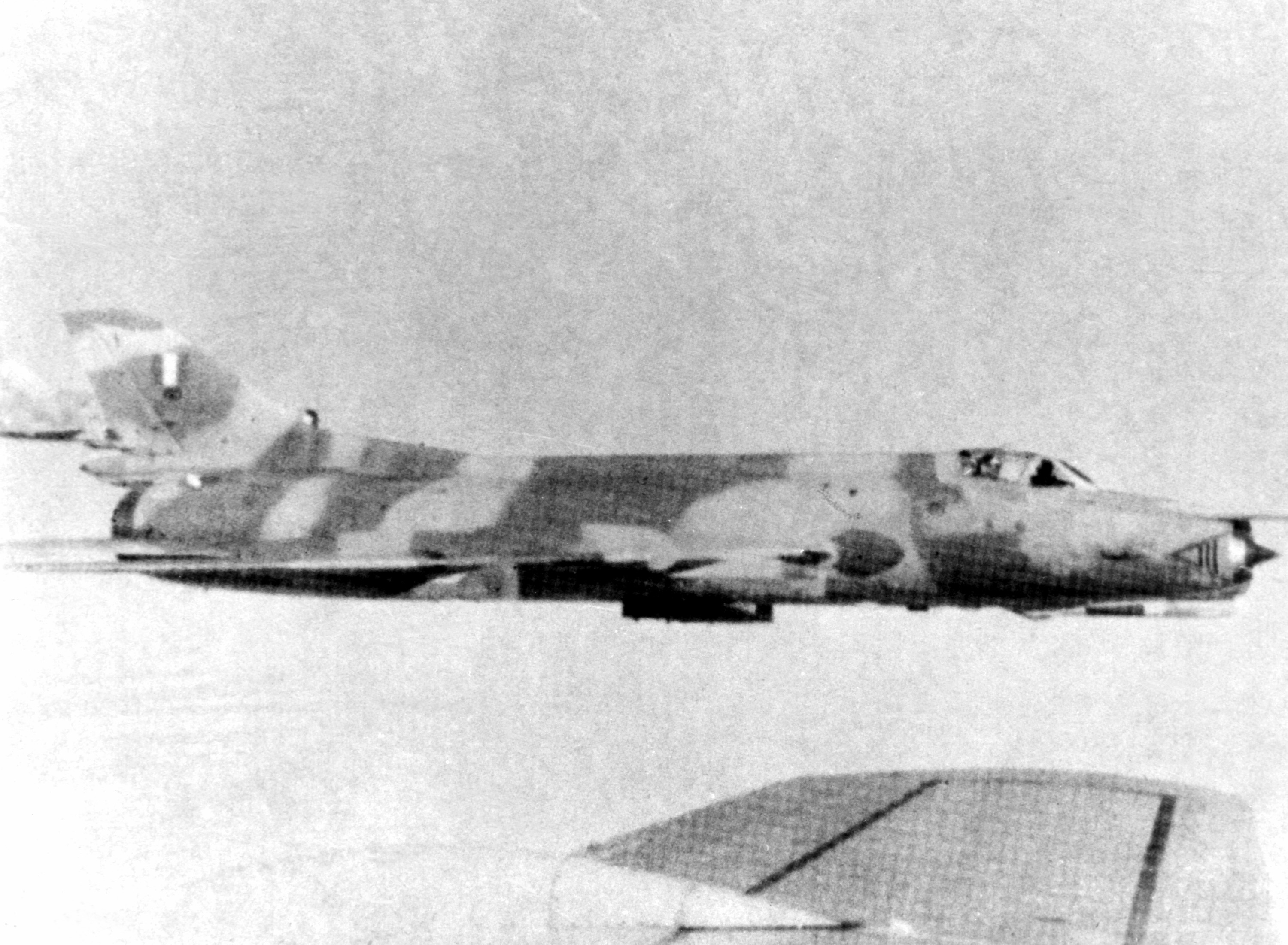
Perui Szu–22

A Perui Légierő 1977-ben 30 darab Szu–22MK és 6 Szu–22UM3K repülőgépet kapott, melyek a 411. vadászbombázó századnál (Mariano Melgar légibázis, La Joya) álltak hadrendbe, majd 1981-ben 16 Szu–22M3K repülőgépet, melyek a 111. „Los Tigres” századnál (Cpt. Montes légibázis, Talara) álltak hadrendbe. Az R–3SZ és R–13 légiharc-rakétákkal és lézertávmérővel is felszerelt gépek avionikáját sok kritika érte, emellett a hatótávolságukkal is elégedetlenek voltak, francia segítséggel megpróbálták a gépeket légi utántöltésre alkalmassá tenni (legalább egy repülőgépre fel is szerelték a légi utántöltő berendezés csonkját), de ez elsősorban pénzhiány miatt nem sikerült.
A gépeket az Ecuadorral történt fegyveres konfliktus során rendszeresen bevetették, 1995. február 10-én egy Ecuador fölé mintegy 16 kilométer mélyen berepült géppárt az Ecuadori Légierő készültségi Mirage F1JA géppárja (a FAE 807 és 806 lajstromjelű gépek, pilótáik Raul Banderas őrnagy és Carlos Uzcategui Soli százados) megtámadott, az egyik gépet R550 Magic légiharc-rakétával lelőtték (pilótája, Victor Manuel Maldonado-Begaza alezredes katapultált, de az őserdőben nyolc nap múlva sérüléseibe belehalt), a másikat (pilótája Enrique Caballero „Poeta” Orrego) eltalálták, elmenekült, de a bázisát már nem érte el: a gép roncsait és a pilóta holttestét öt év múlva találták meg. A Perui Légierő egyik esetben sem kísérelt meg kutató-mentő bevetést.
A gépek lelövésében szerepet játszott gyenge önvédelmi elektronikájuk, ezt később izraeli és francia segítséggel korszerűsítették, valamint KKR–1 felderítő konténereket is beszereztek hozzájuk.

#### Szír Légierő
Szíria 1973-ban 15 Szu–20K gépet vásárolt, melyeket a jom kippuri háborúban be is vetettek.
Az ötödik arab-izraeli háború után Szíria további mintegy 70 Szu–22M3 és M4 repülőgépet szerzett be. Jelenleg a 677. (Szu–20/Szu–22M2) és a 685. (Szu–22M4) századok (Sharyat), a 827. század (Szu–22M4, Tiyas), valamint egy ismeretlen számú század (Szu–22M2, Dumayr) alkalmazza a típust.

#### Vietnámi Légierő
Vietnám légiereje összesen 45-150 Szu–22M4-et és Szu–22UM3K-t vásárolt. A 923. ezred (Tho Xuan repülőtéren) 1980-ban kapta meg 32 Szu–22M3K-ját, melyekkel az amerikai zsákmány A–37 Dragonflyokat váltották le 1980-ban. A Phan Rang repülőterén települt 937. ezred 1989-ben kapta meg Szu–22M4-eseit. Egyes források szerint Csehországtól (2005-ben 5 gépet), Ukrajnától (2005-ben 3 gépet) és Lengyelországtól (szintén 2005-ben, 40 gépet) is vásároltak használtan gépeket, ezeket valószínűleg már nem állították hadrendbe, csak pótalkatrésznek használták fel. Legalább 32 gépek a KNAAPO segítségével modernizáltak 1996-1998 között.

## Harci alkalmazása

### Arab–izraeli háborúk

#### Jom kippuri háború
Egyiptom és Szíria légiereje közvetlenül a jom kippuri háború kitörése előtt állította hadrendbe a Szu–20-ast, amit a háborúban, kis számban, be is vetettek. Légi harcban három egyiptomi gép veszett oda, ebből kettőt Giora Epstein lőtt le, a 61-es lajstromszámú Nesherrel.

#### Ötödik arab–izraeli háború
A háború kitörésekor a Szír Légierő két ezredében állt hadrendben a Szu–20 és a Szu–22M típus, a 34. repülődandárnál, an-Nászirijja légibázison, és a 68. repülődandárnál, Homszban (mindkét repülőtéren MiG–23BN-ekkel vegyesen). Az Izraeli Légierő által hamar kivívott légi fölény miatt a gépek összesen mindössze 10 bevetést repültek, tragikus eredménnyel, ugyanis hét repülőgép veszett oda, ez részben a gépek gyenge felszereltségének is betudható, még infracsapda-szóró berendezésekkel sem voltak ellátva.
1982. június 11-én hajnalban a repülőgépek csapást mértek a Baruk-hegyen lévő izraeli vezetési pontra, ahol magas rangú tisztek tartózkodtak. Egy Szu–22M géppár H–28-as rakétákkal a nyolcgépes támadókötelék számára tisztította volna meg az utat az izraeli légvédelem MIM–23 Hawk légvédelmi rakétáinak megsemmisítésével, de nem találtak egyet sem. A támadókötelék gépei, egyenként négy FAB–500-as bombával támadtak, de az első géppár kivételével a célig sem jutottak el, az izraeli vadászgépek lelőtték őket.

### Irak–iráni háború
Irak az első 80 darab Szu–20-ast 1973-ban, Szu–22-eseket 1976-tól állította hadrendbe, a háború kitörésének idején az 1., az 5., a 44. (al Hurrijah légibázis, Kirkuk), valamint a 109. (Shoibiyah légibázis, al Wihda) vadászbombázó századok voltak a gépekkel felszerelve. A típus szerepe a háború második felében nőtt meg, mert a MiG–23-asok nem tudták teljesíteni a velük szembeni elvárásokat. A gépek elsősorban szárazföldi célokat támadtak SZ–5 nem irányított rakétákkal és ejtőernyő-fékezésű nem irányított bombákkal, ritkábban H–29L vagy az Irakban licencben gyártott H–28 típusú irányított rakétákkal. H–29L rakéták bevetése esetén gyakran repültek Mirage F1-esekkel együtt, ez esetben a Mirage ATLIS konténerével jelölte meg a célt a Szu–22-esnek.
Esetenként iráni olajat szállító tankereket is megtámadtak, 1982. február 27-én egy Szu–22-es Bandar-e Khomeininél elsüllyesztette az Azadeh iráni tankert, 1986. szeptember 4-én pedig Mirage F1-esek és Szu–22-esek nyolc iráni partraszállító hajót süllyesztettek el bombákkal. A repülőgépek emellett 1986. után gyakran hordozták az SZPSZ–141 rádióelektronikai zavarókonténert, mely elsősorban az iráni MIM–23 Hawk légvédelmi rakéták rádiólokátoraival szemben volt hatásos, és amellyel zavarfedezetet adtak gyakran más repülőgépeknek is. Ezen feladatuk olyan fontosnak számított, hogy a Szu–22-esek csak az oltalmazott kötelék utolsó gépének távozása után indulhattak haza, egy ilyen bevetés után az egyik Szuhoj, tüzelőanyagából kifogyván, egy autópályán hajtott végre kényszerleszállást, eközben több kamionnal is ütközött.
A repülőgépeket néhány alkalommal elfogóvadászként is bevetették, főleg 1980-ban, de nem sok sikerrel (a gépekre csak a korszerűtlen R–3SZ rakétákat függesztették). Az Iráni Légierő összesen 3 Szu–20-ast, 2 Szu–20M-et és 19 Szu–22-est lőtt le légi harcban, az egyik Szu–20-ast iráni állítás szerint egy AH–1J Cobra harci helikopter, 20 milliméteres gépágyúval, 1984. február 27-én.

### Kuvait megszállása
Kuvait 1990. augusztus 2-án kezdődő megszállásában az Iraki Légierő két, as-Shoibiyah légibázison települt százada vett részt, ezek közül a 109. század egy gépét (valamint a 49. század egy MiG–23BN-jét) egy, a Bubyan-szigetre települt (egyébként amerikai zsoldosok által üzemeltetett) MIM–23 Hawk légvédelmi üteg lőtt le hajnali 5 óra körül. Válaszul a század egy másik gépe egy H–25MP lokátorromboló rakétát indított az üteg rádiólokátora ellen, emiatt azt, a találat elkerülése miatt, kikapcsolták. Az indítóállást reggel 9 órakor elfoglaló kommandó már nem talált embereket a komplexumban.

### Öbölháború
Az öbölháborúban a csapásmérő Szu–22-esek alárendelt szerepet kaptak, néhány, Irán felé menekülő példányukat sikerült amerikai vadászgépeknek lelőniük. 1991. február 7-én egy F–15C géppár lőtt le AIM–7 Sparrow légiharc-rakétákkal két Szu–22-est és egy Szu–7-est (egy negyedik győzelmet is valószínűsítenek). 1991. március 20-án két F–15C egy újabb, a már időközben életbe lépett repülési tilalmat megsértő iraki géppárt, ezúttal AIM–9 Sidewinder légiharc-rakétákkal lőttek le. Ez esetben az egyik győzelmet egy iraki PC–9-es kiképző repülőgép pilótája látta, és ennek hatására késlekedés nélkül katapultált is. A légitámadások során a földön megsemmisült további 14 gép, 4 Szu–20-as és mintegy 40 Szu–22-es pedig Iránba szökött, ezeket később sem adták vissza Iraknak. A háború után Iraknak mintegy 30 bevethető Szu–22-ese maradt.

### Líbia

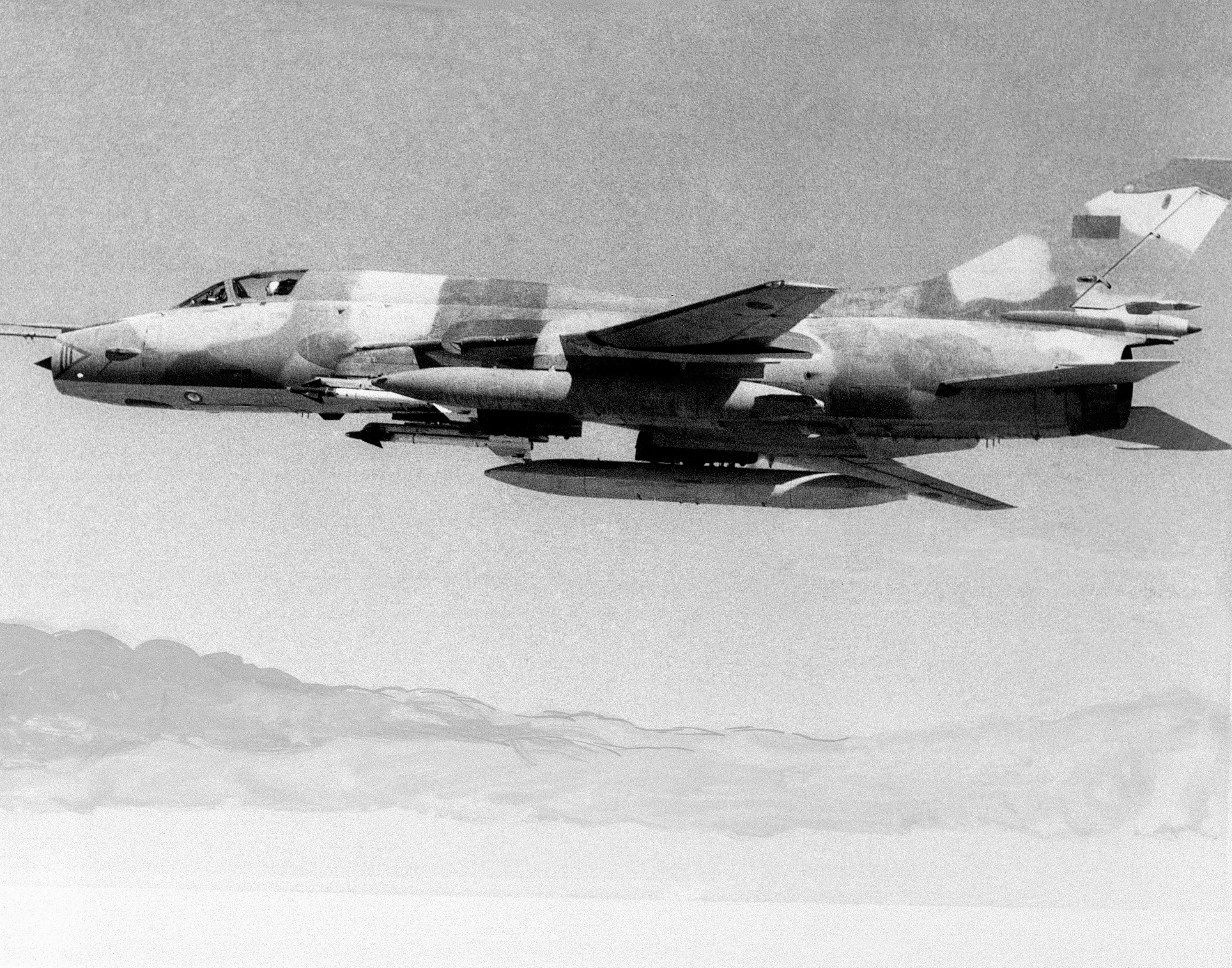
Líbiai Szu–22M3

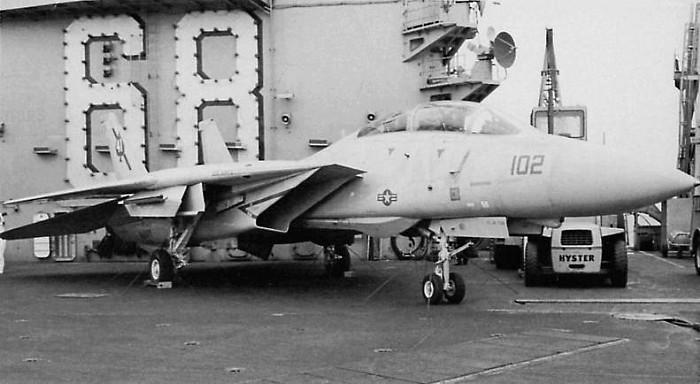
A Fast Eagle 102 hívójelű F–14 Tomcat röviddel az 1981. augusztus 19-ei incidens után, a USS Nimitz fedélzetén

A Líbiai Légierő az 1970-es évek végén megkapott gépeket rendszeresen bevetette nem csak csapásmérő, de elfogóvadász feladatkörben is. A típus a vitatott hovatartozású Szidrai-öböl feletti összetűzéseknek is rendszeres résztvevője volt.
1981 augusztusában az Amerikai Egyesült Államok Haditengerészete két repülőgép-hordozóval (USS Forrestal és USS Nimitz) megerősített harccsoportot vezényelt az öbölbe, megsértve a líbiai felségvizeket, és csatlakozó övezetet, többek között légi célok elleni éleslövészet végrehajtására. A gyakorlat augusztus 18-i megkezdésekor azonnal nagyszámú líbiai vadászgép kezdett akcióba, és próbálta a repülőgép-hordozókat kiterelni a líbiai vizekről, ezért nem kevesebb, mint hét F–4 (a Forrestalra telepített VF–11 és VF–31 repülőszázadok gépeit) és F–14A (a Nimitzre telepített VF–41 'Black Aces' és VF–84 'Jolly Rogers') géppárt emeltek, melyek feladata a jogszerűen tevékenykedő líbiai gépek (mintegy 35 géppár) visszafordítása volt.
Augusztus 19-én kora reggel folytatódtak a líbiai légvédelem kísérletei az ország légterének és vizeinek megvédésére. Az elsőnek közeledő repülőgépek feltartóztatására két, már a levegőben járőröző géppár egy-egy F–14-esét (a Fast Eagle 107 hívójelű gép, pilótája Henry „Hank” Kleeman százados és David „DJ” Venlet hadnagy fegyveroperátor, ő később, altengernagyként az F–35 programot irányította, 2010-től, valamint a Fast Eagle 102, Lawrence „Music” Muczynski és James „Amos” Anderson hadnagyok) irányították. A berepülő Szu–22 géppár egyik gépe az F–14-esek felé közeledve hibázott: vagy ténylegesen elindított az egyik Tomcatre egy K–13 légiharc-rakétát, vagy csak a tüzelőanyag-póttartályait oldotta le (hogy a fölösleges súlytól megszabadulva jobban manőverezhessen az ellenséges gépek közelében), de a tartályt (és a belőle szivárgó és szétporladó tüzelőanyagot) a szemből közeledő Tomcatek személyzete rakétának nézte. A két F–14-es élesen balra utánafordult a Szu–22-eseknek, és AIM–9L Sidewinder légiharc-rakétákkal lelőtte őket. Az egyik líbiai pilóta életét vesztette az akció során.
Líbia Szu–22-eseit Csád 1980-as megszállása után a polgárháborúban is bevetették. 1987. szeptember 5-6 éjszakáján, a Ma’atan Bishrah légibázis elleni csádi ellentámadás során legalább nyolc Szu–22-est semmisítettek meg a földön, a támadás sikere hozzájárult a két ország közötti tűzszünet életbe lépéséhez, ezek után líbiai repülőgépek még hajtottak végre szórványos támadásokat észak-csádi célpontok ellen, ezek közül egy Szu–22M2K-t október 8-án FIM–92A Stinger kézi légvédelmi rakétával lelőttek.

### Afgán polgárháború
A repülőgép az afganisztáni polgárháborúban az első évektől részt vett a Szovjet Front Légierőtől és az Afgán Légierőtől kezdve a különféle gerillamozgalmak repülőcsapatain át egészen az ország nemzetközi megszállásáig, az utolsó gépekkel a tálibok még 2000-ben is repültek bevetéseket. Az Afgán Légierő a Szu–7 leváltására a típust rendszeresítette, emiatt logisztikai okokból a Szovjet Hadsereg is ezeket a repülőgépeket preferálta a MiG–27 helyett.

#### A szovjet megszállás évei (1979–1989)
Afganisztán 1979. december 25-én elkezdődött megszállása után az országot elfoglaló 40. Hadsereg megkezdte a légi fedezetet nyújtó repülőgépek áttelepítését az országba. A 217. IBAP (vadászbombázó-ezred) 16 Szu–17-ese és egy Szu–17UM-e napokon belül áttelepült Türkmenisztánból, Kizil-Arvat repülőteréről Sindandba, később Bagramba és Kandahárba. Egy évvel később a chirchiqi 136. vadászrepülő ezred települt Sindandba, újabb egy év múlva a türkmenisztáni Mari–2 repülőterén települt 156. vadászrepülő ezred is bekapcsolódott a harcokba, tüzelőanyag-póttartályokkal repülve a bevetéseket. Bagramban települt a Szu–22-esekkel felszerelt afgán 355. vadászbombázó ezred is.
A szélsőséges éghajlaton a nem szokványos harcmodort alkalmazó ellenséggel szemben alkalmazott repülőgépek üzemeltetése számos akadályba ütközött, a harci tapasztalatok miatt számos módosítást hajtottak végre a gépeken. A sérülésállóság javítása érdekében a tüzelőanyag-tartályokat semlegesgáz-rendszerrel és poliuretánhab kitöltéssel látták el. A nagy tengerszint feletti magasság és a forró éghajlat miatt teherbírásuk lényegesen csökkent.
Az alkalmazott fegyverek közül elégtelennek bizonyultak a 100 kilogrammosnál könnyebb légibombák, a kis kaliberű nem irányított rakéták és a gépágyúkonténerek, ez utóbbiak helyett elegendőnek bizonyult a két beépített gépágyú. Az irányított fegyvereket elsősorban a Szu–24-esekről vetették be. Általában az OFAB vagy a FAB–250 és 500 légibombákat, az RBK–250 és 500 kazettás bombákat és az SZ–8 és SZ–24 nem irányított rakétákat alkalmazták, utóbbiakkal különösen kedvező tapasztalatokat szereztek, pontos, nagy hatótávolságú fegyvernek bizonyult. A felkelők utánpótlásának elvágására gyakran telepítettek a levegőből aknákat KMGU konténerekkel. A BetAB betonromboló bombákkal sziklaomlásokat idéztek elő, így az utánpótlásra használt kisebb hegyi utakat le tudták zárni.
A típust gyakran alkalmazták felderítésre is, KKR–1 és –2 fotó- és infravörös illetve SZRSZ–13 rádiófelderítő konténerekkel. Az éjszakai fotófelderítést a világítóbombák fényénél a sziklák által keltett árnyékok gyakorlatilag kiértékelhetetlenné tették, az infravörös műszerek azonban hatékonynak bizonyultak, a kialudt tábortüzek helyeit is fel tudták deríteni. Az átlagos éjszakákon 4-6 gép végzett felderítést a másnapi hadműveletek előtt.
A háború első néhány évében a mudzsahedek csak csöves légvédelmi tüzérséggel rendelkeztek, ez 1983-tól kezdve, a kézi légvédelmi rakéták megjelenésével alapvetően megváltozott. Először viszonylag kis mennyiségű 9K32 Sztrela–2 rakétát kaptak egyiptomi forrásból, később a FIM–43 Redeye és a brit Blowpipe is megjelent az arzenáljukban. Emiatt 1985-től a repülőgépeket infracsapda-kilövő berendezésekkel szerelték fel. Kezdetben 4, majd 8, végül 12, egyenként 32 PPI–26 (LO–56) piropatront tartalmazó ASZO–2B kilövőt szereltek a gépek törzsére, majd még 12 erősebb, LO–43 patront tartalmazó indítóberendezést is beépítettek. A repülőterek környékén, a fel- és leszállások közben, az ilyenkor sérülékenyebb repülőgépeket Mi–24-es harci helikopterek járőröztetésével fedezték. A FIM–92 Stinger megjelenésével a helyzet drámaian leromlott, mert ezen rakétáknak sokkal érzékenyebb, nehezebben zavarható keresőfeje volt, és alkalmas volt a szembetámadásra is.

#### A szovjet megszállás után (1989–2001)
Bár a szovjet erők kivonulása utáni pár évben a néhány hadúr által uralt, részekre szakadt országban dúló polgárháború nem kedvezett a bonyolultan üzemeltethető szuperszonikus harci repülőgépek alkalmazásának, a rendszeres külföldi segítségnek köszönhetően a repülőgépek egy része (többek között 8 Szu–22-es is) a 2001-es amerikai megszállás kezdetéig bevethető maradt annak ellenére, hogy nagy részük többször is gazdát cserélt. A Vörös Hadsereg kivonulásának idején az Afgán Légierő mintegy 60 Szu–20M, Szu–22M3K, Szu–22M4K repülőgépe a 321. vadászbombázó ezred állományában Bagramban állomásozott, és a Muhammad Nadzsibullah vezette kormányerők oldalán részt vett a mudzsáhidek támadásainak visszaverésében. A Szovjetunió komoly segítsége (1991 októberében még 15 Szu–24MK-t terveztek átadni, de erről letettek) ellenére a személyi állomány demoralizálódása és a tömegessé váló dezertálások miatt a gépek hadrafoghatósága rohamosan esett.
A Nadzsibullah-vezette kormányzat 1992 áprilisi összeomlásakor a légierő azon gépei, melyek még nem dezertáltak, az északnyugati országrészt uraló Rasid Dosztum és az általa vezetett milícia kezébe kerültek, amely aktívan használta is a gépeket Kabul elfoglalásakor. 1993-ban Dosztum Golboddin Hekmatjarral kötött szövetséget (pedig egy évvel korábban vadászbombázói, főleg a Szu–22-esek, komoly veszteségeket okoztak Hekmatjar Kabult lövő tüzérségének), és elsősorban az északi Mazar-e-Sarif repülőteréről, ennek 1994 májusi eleste után más, kisebb repterekről repültek, üzbég és tádzsik műszakiak támogatásával. Képzett pilóták hiányában (ezek fogságba estek, vagy dezertáltak) igyekeztek megszervezni a pilótaképzést, ezért Üzbegisztántól két L–39 Albatrost vásároltak, két Szu–22-essel fizetve, melyek közül az egyik, úton Üzbegisztán felé, 1995. január 26-án lezuhant. Az időközben a Pakisztáni Katonai Hírszerzés által megszervezett tálib erők 1995-re erősödtek meg annyira, hogy támadásba lendüljenek, gyorsan foglalva el Hekmatjar területeit. Az egyik ellentámadás közben a tálibok időközben megszervezett légierejének egyik MiG–21-ese 1995. június 7-én lelőtte a Khenjet támadó Szu–22-es kötelék egyik gépét.
A meggyengült szövetség ekkor beolvadt az orosz és iráni segítséggel megerősödő Ahmed Sah Maszúd milíciájába. A Kandahar repülőterén települt tálib légierő megsemmisítésére szervezett 1995. november 1-i sikertelennek bizonyult légitámadásukban újabb Szu–22-est vesztettek, ezután a szövetség légierejének bevethetősége gyorsan hanyatlott, 1996-ra már nem maradt bevethető gépük. Afganisztán felett a tálibok szerezték meg a légi uralmat, majd a bagrami légibázis elfoglalásával hozzájutottak Maszúd sértetlen gépeihez is. Maszúdnak 1998-ban sikerült revánsot vennie, és Bagram visszafoglalásával vadászgépeket szereznie a táliboktól, bár azok körültekintőbbek voltak, az áttelepülésre képtelen gépeket megrongálták vagy megsemmisítették. A tálibok légiereje 2000-re érte el működésének csúcsát, nyári offenzívájukkor több, mint 30 gépük két hét alatt 160 bevetést teljesített, bár az év folyamán Sztrela–3 légvédelmi rakétával legalább nyolc gépüket lelőtték.

## Külső hivatkozások
- Papp, Levente: A Szu-17/20/22 Fitter típusváltozatai. JetFly.hu. (Hozzáférés: 2010. május 23.)
- A Federation of American Scientists (FAS) cikke a Szu–17/20/22 repülőgépekről (angolul)
- A Szuhoj tervezőiroda hivatalos honlapja (angolul)
- The Sukhoi Su-7 & Su-17 "Fitter" – Az Air Vectors típusismertetője